# 平原綾香
平原 綾香（ひらはら あやか、1984年5月9日 - ）は、日本の女性シンガーソングライター、サクソフォーン奏者、女優。東京都出身。レコードレーベルはドリーミュージック、NAYUTAWAVE RECORDSを経てEMI Records所属。愛称は「あーや」。

## 人物
小学1年生から高校2年生までの11年間、松山バレエ団でクラシックバレエを、他にピアノや水泳を習っていた。バタフライが得意。
13歳の時に初めてアルトサックスを手にし、洗足学園大学附属高等学校（現在:洗足学園高等学校）音楽科でクラシックのサックスを学んだ。
高校時代には生徒会長を務めていた（姉のaikaも高校時代に生徒会長を務めていた）。芸能界デビューのきっかけは、高校の文化祭の時にミュージカル『天使にラブソングを2』でリタ役を演じ「Joyful Joyful」を歌い、ドリーミュージックの社長の目に留まったことからである。
洗足学園音楽大学ジャズコースサックス専攻入学。サックスを二宮和弘とボブ・ザングに師事。2007年3月の卒業時には「学長賞」を受賞した。同大学の前田ホールでは、後に平原のデビュー曲 「Jupiter」と10枚目のシングル「誓い」のプロモーションビデオの撮影が行われている。
コンサートツアー2011ではボイスパーカッション、2012は歌いながらタップダンス、2013は歌いながらアイリッシュタップを取り入れた。2014では、3月 - 4月に出演したミュージカル『ラブ・ネバー・ダイ』より「Love Never Dies〜愛は死なず」をオペラ調で歌唱するなど、常に挑戦を続けている。

### 家族
父・平原まことはマルチリード奏者。祖父・平原勉はトランペット奏者。
姉・AIKAは、シンガーソングライター/サクソフォンプレイヤー。現在、アメリカのロサンゼルスを拠点に活動している。
サッカー元日本代表の本山雅志とは親戚に当たる。
2004年7月30日、東京オペラシティで行われた平原まこと「30周年記念コンサート」において父・姉とのセッションを披露。2005年11月にはフジテレビの『僕らの音楽』で父と共演するなど親子共演も多く、2007年から、父・姉と「平原さんちのコンサート」を開催していた。

### エピソード
- さだまさしとは、父のまことがバックメンバーも務めたことがあり、まことが幼少時にさだの出身地である長崎市に住んでいたという繋がりもあることから親交が深く、「さだパパ」と呼んでいるほどである[3]。2006年8月、さだの平和祈念コンサート「夏・長崎から　ファイナル」に出演し、さだの「向い風」などを歌った。さだのデビュー35周年記念トリビュート・アルバムには「ひまわり」で参加。2012年4月、さだ60歳の誕生日にさいたまスーパーアリーナで行われた一夜限りのスペシャルコンサート「The Birthday Party in Masashi Super Arena」には、父まことと共に出演した。
- 漫画『ケロロ軍曹』[4]のファンだと公言しており、映画主題歌を担当した際にコラボで『少年エース』に掲載された[注 1]。
- 好きなアーティストにマイケル・ジャクソン、クリスティーナ・アギレラ、ミーカ 、BUMP OF CHICKENなどがいる。特にクリスティーナ・アギレラは「音楽の先生」と敬っており、BUMP OF CHICKENはよく聴くアーティストに挙げていた[6]。
- ボイスパーカッションを独学で練習、2009年10月リリースの「Ave Maria!〜シューベルト〜」で初めてボイスパーカッションの要素を取り入れた。
- 2006年4月～2019年3月まで放送されたTOKYO FM『森永乳業presents 平原綾香のヒーリング・ヴィーナス』の直前番組『NISSAN あ、安部礼司〜BEYOND THE AVERAGE』（JFN系） とのコラボレーションで、第99・127話に平原綾香（本人）役でゲスト出演。また、155話ウェディングパーティーでお祝いメッセージ、あべフェス2013にも出演している。
- 昼食は、いつも母手作りの弁当である。
- 2020年3月～8月、新型コロナウイルスが蔓延し、感染拡大防止のため、予定していたライブ・イベントがすべて延期・中止となった。この期間「歌つなぎバトン」「リモート参加」など40近く受けた。
- 長崎県ブランド大使　2009年11月 - 2013年9月
- 越後長岡応援団　2011年8月 -
- 厚生労働省「いきいき健康大使」 2013年9月 -
- にいがた観光特使　2017年11月 -
- 釜石応援ふるさと大使 2021年11月 -
- 一般社団法人日本きもの連盟 きもの大使 2022年5月 -

## 音楽活動

### デビュー前
- 2003年（平成15年）11月3日、「早稲田祭2003」において初ライブをおこなう。レコード会社関係者から平原綾香の歌を聴いた学生が、力強く、素晴らしい歌唱力で、ぜひ多くの人に聴いてもらいたいと思い「早稲田祭2003」で教室を会場としたデビュー前イベントを企画。1週間前に急きょ決まったため教室が確保できず、うるとらカフェでの開催となった。その模様がTBSテレビ『いのちの響』で放映された。さらに12月11日、平原綾香フリーライブが早稲田大学の西早稲田キャンパス（現、早稲田キャンパス） 15号館02教室で行われた。

### 2003年（平成15年）
- 12月17日、CDデビュー。イギリスの作曲家ホルスト(G. Holst)の管弦楽組曲「惑星」の第4楽章「木星 快楽をもたらす者」(Jupiter,the bringer of Jollity)の中の第4主題の旋律に、吉元由美が歌詞を付けたシングルCD「Jupiter」(作詞：吉元由美、編曲：坂本昌之)である。このCDデビューにあたり、以前から世界中で親しまれ、英国の愛国歌「我は汝に誓う、我が祖国よ」でもあるホルストのこのパートに、日本語の歌詞を付けてデビューすることを提案したのは平原綾香自身である。歌詞の一部には、平原綾香自らが書いた言葉“Everyday…”“私の両手で何ができるの？”“ありのままでずっと愛されている”“いつまでも歌うわあなたのために”などが織り込まれている。また、この平原のデビュー曲はTBS系列ドラマ『3年B組金八先生（第7シリーズ）』の挿入歌などに使用された。
- 「Jupiter」は発売2年半で100万枚（出荷）を達成。

### 2004年（平成16年）
- 1月、CBCラジオ「カトレヤミュージック」（生放送）で初めて一般客の前で「Jupiter」を歌唱。（同番組が2008年3月30日に最終回を迎えるにあたって、4年振りにゲスト出演した。）
- 2月18日、ファーストアルバム「ODYSSEY」をリリース。韓国でも同時発売された。
- 7月発売の「虹の予感」がNTT DoCoMo「N506i」CMソングに起用、同CMに初出演した。
- 7月、東京オペラシティで行われた平原まこと「30周年記念コンサート」にて父・姉とのセッションを披露。
- 9月、初の単独ライブ「N506i×平原綾香 プレミアムライブ」がZepp Tokyoで行われた。
- 10月、フランスのミュージカル「十戒」テーマソングの日本語バージョンを歌うことが決定、「BLESSING 祝福」をリリース。
- 10月23日に発生した新潟県中越地震の際、被災者を勇気付ける応援歌として、「Jupiter」が新潟県内のラジオ局で多くリクエストされた。
- 11月、森山良子のチャリティ・コンサート「生きる2004~小児がんなど病気と闘う子供たち、12月、Act Against AIDS 2004コンサートに出演。
- 第37回日本有線大賞新人賞、第46回日本レコード大賞優秀新人賞などを受賞。「Jupiter」の大ヒットで第55回NHK紅白歌合戦に初出場した。

### 2005年（平成17年）
- 1月10日、成人の日に生放送されたNHK総合テレビ『ライブジャム2005』に新成人となった平原が出演、晴れ着で「Jupiter」を歌唱した。
- フジテレビドラマ『優しい時間』の原作者の倉本聰が、平原が歌う「明日」を耳にしたことから主題歌に起用が決まった。このことがきっかけで、作詞：倉本聰、作曲：平原綾香というコラボレーションで「あの道で」という曲が完成した（Various Artists「MUSE'〜DREAMUSIC・Female Vocal Collection〜」に収録）。
- 3月、第19回日本ゴールドディスク大賞受賞。
- 3月 - 7月、音楽大学に通いながら「ファーストコンサートツアーThe Voice」を実施し、全国の主要都市でライブを行なった。
- 5月、映画「四日間の奇蹟」の主題歌に起用、自身が作詞（松井五郎と共作）し、作曲を手掛けた「Eternally」をリリースした。
- 7月、第3回湯沢フィールド音楽祭、ゴンチチの夏祭り、11月タワレコ渋谷店インストアライブ「From To」、12月日韓友情年記念コンサート等に出演。
- 8月、新潟県長岡市で開催された長岡まつり花火大会で、前年市内を襲った水害・中越大震災・豪雪の自然災害からの復興を願い「復興祈願花火フェニックス」が打ち上げられることになったが、新潟県中越地震の際被災者を勇気付ける応援歌として新潟県内のラジオ局で多くリクエストされた「Jupiter」が採用された。花火大会2日目には平原自身が来場し花火大会に先立って「Jupiter」をライブで歌った
- 9月、伊藤園平原綾香プレミアムライブ2005を大阪、札幌、福岡、愛知、東京2か所で実施。
- 12月31日、NHK『第56回NHK紅白歌合戦』に「明日」で出場。

### 2006年（平成18年）
- 1月、NHKトリノオリンピック放送テーマソング「誓い」をリリース。トリノにも訪れた。カップリング曲「スタートライン」（CBCラジオ・テレビ「子供を救おう!未来を守ろう!」キャンペーンソング）は、自ら作詞を手掛け、4月よりCBCテレビのOP・EDにも使われている。
- T.M.Revolutionが発売したアルバム「UNDER:COVER」に、コラボレーションで参加。
- 4月、TOKYO-FMのレギュラー番組「森永乳業presents 平原綾香のヒーリング・ヴィーナス」放送開始。
- 6月、秩父宮ラグビー場で行われたラグビー日本代表対イタリア代表戦で国歌斉唱、ハーフタイムで「Jupiter」を歌唱。
- 8月6日、「夏 長崎から さだまさし」（長崎市・稲佐山公園野外ステージ）に出演。
- 全国ツアーファイナルで初の日本武道館公演を行った。
- 7月、第19回 JAL 東福寺音舞台、愛・地球博閉幕1周年記念ライブに出演。
- 11月、Dream Power ジョン・レノン スーパー・ライヴに出演し、「イン・マイ・ライフ」と「マインド・ゲームス」の2曲を歌った。
- 冬には初のクリスマスソング「CHRISTMAS LIST」をリリース、全国のクリスマスイベントに参加した。
- 12月31日、『第57回NHK紅白歌合戦』に「誓い」で出場。

### 2007年（平成19年）
- 2月「日中スーパーライブin北京」、「情熱大陸 SPECIAL LIVE SUMMER TIME BONANZA」、8月「金沢城オペラ祭」、9月「日中国交正常化35周年日中携手世紀同行2007in上海」等に出演。
- 3月、長崎県が推進している「ココロねっこ運動」の公式テーマソング「虹色のアーチ」を作詞、歌唱。作曲は父・平原まこと。CDは非売品で学校や幼稚園などに配布された。父とともに同県知事より感謝状を授与される。父・平原まことが、幼少時代を長崎で過ごしたことが縁で実現した。
- 4～7月に行われた全国ツアー平原綾香ConcertTour2007“そら”でサックスを披露。
- 9月、父・平原まこと、姉・aikaとともに「平原さんちのコンサート」を河口湖と大阪で開催。
- 10月、新横浜スケートセンターで行われた「日米対抗フィギュアスケート」にて国歌独唱。浅田真央のエキシビジョンに「To be free」で共演。
- 12月、初のオーケストラとのコラボレーション「平原綾香シンフォニックコンサート2007」を東京国際フォーラムで開催。
- 12月、新潟県中越地震をモチーフにした映画『マリと子犬の物語』が公開。主題歌「今、風の中で」(作曲：久石譲)を作詞し、CDリリースとともに長岡市山古志地区でも歌った。「Jupiter」に続き、同地区を中心とした新潟の被災者にもエールをおくり続け、復興に際し精神的なサポートとなっている。
- 12月31日に行われた『第58回NHK紅白歌合戦』では、山古志地区からの中継を交え、「Jupiter」のアレンジバージョンを歌った。

### 2008年（平成20年）
- 1月、国際宇宙ステーション(ISS)の日本実験棟「きぼう」に初めて搭乗する土井隆雄宇宙飛行士への応援歌として、全国から募集した歌詞を紡いで誕生した「星つむぎの歌」をリリース。同曲はWAKE UP CALL曲に使用された。
- 1月、国立競技場で行われた「キリンチャレンジカップ2008」チリ戦で国歌斉唱。
- 2月、初のベストアルバム「Jupiter〜平原綾香ベスト〜」リリース。
- 5月、温暖化の影響で50年後に沈むと言われているキリバス共和国を取材、島民と「星つむぎの歌」を歌った。
- 6月、北京オリンピック日本代表選手団公式応援ソング BAND FOR "SANKA"「笑ってみせてくれ」に参加。
- 7月、日本テレビ「Touch! eco 2008」、NHK「SAVE THE FUTURE」、「ap bank fes 08」、「お台場合衆国 めざましlive」、8月「金沢城オペラ祭THE地球LIVE 2008」、「Music Tree Live 薬師寺」等に出演。
- 8月、「久石譲in武道館〜宮崎アニメと共に歩んだ25年間〜」に出演し、「あの夏へ vocal version（いのちの名前）」「ふたたび vocal version」を歌った。
- 10月、フジテレビ開局50周年記念ドラマ木曜劇場「風のガーデン」脚本：倉本聰）に歌手（氷室茜）役で女優として出演、主題歌「ノクターン」と劇中歌「カンパニュラの恋」「BAMBINA」を歌唱。
- 12月17日、デビュー5周年を迎えた。
- 12月31日に行われた第59回NHK紅白歌合戦に出場し、英語詞である「ノクターン」を歌い、字幕では日本語訳が放送された。また、歌唱直前には「風のガーデン」が遺作となった俳優・緒形拳の追悼シーンも流れ、「名優・緒形拳さんに捧げる歌声」と表示された。

### 2009年（平成21年）
- アルバムに先駆けて、5月「新世界」、7月「ミオ・アモーレ」をリリース。9月にリリースされたクラシックカバーアルバム第1弾「my Classics!」は、第51回輝く!レコード大賞で優秀アルバム賞を獲得。
- 3月、みんなでドリする? DO YOU DREAMS COME TRUE SPECIAL LIVE!に出演、「未来予想図II」「サンキュ.」を歌った。
- 3月FNSチャリティトーク＆ライブ'09、長崎ブリックホール開館10周年記念コンサート、8月新潟震災ライブコンサート09、金沢城オペラ祭2009・The地球LIVE、お台場合衆国2009めざましライブ、鎌倉音楽祭 鶴舞2009、9月 "The Dream Magic"阪急三番街、10月長崎市制施行120年記念里帰りコンサート「大還暦」、東京国際映画祭、11月早稲田大学学園祭、12月東京シティ・フィルハーモニック管弦楽団演奏「Symphonic Night 2009年宇宙の旅」、渋谷アップルストア「iTunes presents X’mas Rocks」、FM802平原綾香プラネタリウム・コンサート等に出演。
- 8月、TBS系ドラマ「オルトロスの犬」に歌手レイ役で出演、「ミオ・アモーレ」を歌唱。
- 10月、長崎市制120周年記念コンサート「大還暦」に父のまことと共に出演。ロシア・サンクトペテルブルクで大阪市との姉妹都市提携30周年記念イベントに出演、海外での初単独コンサートを果たした。
- 11月、コニカミノルタプラネタリウム満天「平原綾香 いのちの星の詩」スタート。
- 12月、「平原さんちのファミリーコンサート」をACTシアター開催。
- 小田和正「クリスマスの約束」に出演。22'50"のメドレーに参加した。
- 12月31日、第60回NHK紅白歌合戦に「ミオ・アモーレ」で出場。

### 2010年（平成22年）
- 1月、「Dream Live 2010」でPeabo Bryson（ピーボ・ブライソン）とデュエット。
- 1月、映画「オーシャンズ」主題歌「Sailing my life」（藤澤ノリマサとのデュエット曲）リリース。
- 2月、映画「超劇場版ケロロ軍曹 誕生!究極ケロロ 奇跡の時空島であります!!」主題歌「ケロパック」を担当。
- 2月、「日本フィルハーモニー交響楽団 第193回サンデーコンサート」（指揮 渡辺俊幸）に出演。
- 3月、ミュージカル「オペラ座の怪人2 〜ラブ・ネバー・ダイズ〜」のテーマ曲でもある日本語版「Love Never Dies」を歌うことが決定し、3月24日発売のOSTに収録された。ロンドンで行われたワールドプレミアにも出席した。
- 4月、第1回岩谷時子賞において奨励賞を受賞。
- 4月、北京で父平原まこととチャリティコンサートを行った。
- 5月、上海万博日本館でのコンサートに出演。
- 6月9日、クラシックカバーアルバム第2弾「my Classics2」をリリース。
- 7月、吉永小百合「平和への絆コンサート」に出演。
- 8月7日に阪神甲子園球場で開幕する第92回全国高校野球選手権大会（朝日新聞社、日本高校野球連盟主催）の大会歌「栄冠は君に輝く」の歌い手に決定。全試合の5回裏終了後に流され、テレビ朝日系列などで放映されるCMにも使われた。
- 映画「半次郎」の主題歌に「ソルヴェイグの歌」が起用。
- 映画「おまえうまそうだな」の主題歌には2004年リリースの「君といる時間の中で」が起用された。
- 10月、キリンチャレンジカップ2010 SAMURAI BLUE（日本代表）対アルゼンチン代表戦で国歌を斉唱した。
- 10月、「東大寺コンサート」、平原綾香withオーケストラアンサンブル金沢「マイ クラシックス」（指揮 渡辺俊幸）、軽井沢大賀ホールでの「平原綾香のCHRISTMAS LIST」等に出演。
- 12月、「サントリー1万人の第九」に初参加、『LOVE STORY ベートーヴェン交響曲第9番第3楽章』の作詞を手掛けた。
- 12月31日、第61回NHK紅白歌合戦に「Voyagers」で出場。

### 2011年（平成23年）
- 1月、この年からTOKYO FM「クラレ“ランドセルは海を越えて”」キャンペーンソングとして『大きな木の下』を起用。
- 3月、クラシックカバーアルバム第3弾「my Classics3」をリリース。
- 3月、平成22年度文化庁芸術選奨文部科学大臣新人賞（大衆芸能部門）を受賞。
- 3月、サッカー鹿島×大宮戦にて国歌独唱。
- 3月、テレビ朝日「題名のない音楽会 東日本大震災 復興応援〜今、音楽にできること」、4月「全音楽界による音楽会　東日本大震災チャリティコンサート」、5月「元気になろう！日本 ドリーミュージック×LAWSON スペシャルライブ」、6月産経新聞未来塾取材&コンサート、11月「早稲田大学学園祭 宮城県立石巻西高等学校コラボ」等に出演。
- 4月から放送されたNHK連続テレビ小説『おひさま』の脚本家・岡田惠和が、作中での戦後復興と現実における震災復興が重なるといった理由からメインテーマに自ら作詞を行い、「おひさま〜大切なあなたへ」が完成、作曲者である渡辺俊幸の推薦により平原綾香が歌うことになり、6月から歌詞入りのテーマ曲が番組内で放送された。
- 10月、日本製紙クリネックススタジアム宮城で行われた楽天イーグルス×千葉ロッテ戦にて国歌独唱。
- 11月、美空ひばりメモリアルコンサート だいじょうぶ、日本! 〜空から見守る 愛の歌〜 IN東京ドームで「終わりなき旅」を歌唱。
- 「結晶」がTBS系全国ネット「全日本実業団女子駅伝」応援ソング及び、東京エレクトロンの企業広告「企業グループ篇」のCMソングとして放映。（2011年11月 - ）
- 小田和正「クリスマスの約束」に出演。28'58"のメドレーに参加した。
- 12月、「サントリー1万人の第九」に2年連続出場し、「おひさま〜大切なあなたへ」、「LOVE STORY 交響曲第9番第3楽章」、「Jupiter」を歌った。
- 「平原さんちのコンサート秋田・洗足学園・長崎」開催。
- 12月31日、「第62回NHK紅白歌合戦」に8年連続で出場し「おひさま〜大切なあなたへ」を歌唱した。

### 2012年（平成24年）
- 2月、オリジナルアルバムとしては3年2か月ぶりとなる「ドキッ！」をリリース。
- 2月フジテレビ「MUSIC FAIR 2400回記念コンサート 」、「NHK震災から1年“明日へ”コンサート」、「日本テレビ復興テレビ311復興支援コンサート」、7月「ブルボンpresentsめざましクラシックス 15周年〜サマースペシャル〜」、8月「お台場合衆国めざましライブ2012」、10月「ロックの学園in東北」、11月「奈良大学青垣祭」等に出演。
- 7月、NHK「ダーウインが来た！生きもの新伝説」新テーマ曲「スマイル スマイル」をリリース。
- 9月、日本フィルハーモニー交響楽団シンフォニック・エンタテインメントVol.4（プロデュース／指揮：渡辺俊幸）に出演。
- 12月、「サントリー1万人の第九」東北会場に参加、「LOVE STORY ベートーヴェン交響曲第9番 第3楽章」歌唱、第九も初挑戦した。
- 12月、軽井沢大賀ホールにて「Holy Night〜Christmas Eve with 平原綾香〜」開催。
- 12月、ホテルオークラ東京 開業50周年特別イベントSilent Christmas 〜Wishes for you〜（プロデュース：松任谷正隆）に出演。

### 2013年（平成25年）
- 1月、TOKYO FMクラレ「ランドセルは海を越えてPresents ハートギフト」生放送にてスペシャルパーソナリティを務める。
- 1月、平原綾香 With 洗足学園音楽大学オーケストラ スペシャルゲスト 平原まこと、3月、第2回「全音楽界による音楽会」3.11チャリティーコンサート、5月、常陸国風土記勅撰1300年記念コンサート、7月、北國新聞120周年コンサート、10月、新市制10周年記念・宗像ユリックス開館25周年記念 「宗像ミアーレ音楽祭」、11月、月山青春音楽祭等に出演。
- 主なテレビ出演…2月、フジテレビ「1Hセンス」、4月、BS-TBS「TIME is LIFE〜トキメキの時〜」、5月、TBSテレビ「はなまるマーケット」"はなまるカフェ"、NHK総合「オンガクジェネレーション」、テレビ東京「L4YOU！」、フジテレビ「めざましテレビ　マルゼの花道」、テレビ東京「ザ・ミュージック」、日本テレビ「メレンゲの気持ち」、6月、関西テレビ「さんまのまんま」、フジテレビ「僕らの音楽　平原綾香×倉本聰」、テレビ東京「プレミア音楽祭2013」
- 3月、BSプレミアムドラマ「ラスト・ディナー」 全8回に舞台となるレストランの専属歌手役で出演。
- 5月、アルバム「10周年記念シングルコレクション〜Dear Jupiter〜」初回盤・通常盤発売。
- 6月、ドリーミュージックからユニバーサルミュージックへ移籍[7]。
- 9月、厚生労働省「いきいき健康大使」就任
- 9月、翌年3・4月上演のミュージカル「ラブ・ネバー・ダイ」にクリスティーヌ役で出演決定。
- 10月、平原綾香10周年記念ハワイドリームツアー実施。
- 11月、コーエー「信長の野望・創造」完成発表会出演。
- 12月、アルバム「What I am」初回盤・通常盤発売。
- 12月、平原さんちのコンサートinつくば、ねりま、神戸で開催。
- 12月、NHK「海と生きる」イメージソング「僕らの青〜瀬戸内の詩〜」を歌うことが決定、「瀬戸内みらいコンサート」広島・愛媛に出演。
- 12月、英BBC製作映画「ウォーキング with ダイナソー」テーマソングに「Piece of Love」の提供が決定、ジャパンプレミアに出席。
- 12月、L’ULTIMO BACIO Anno 13 10th Anniversary 平原綾香デビュー10周年記念 一夜限りのスペシャルライブ開催。
- 12月17日、デビュー10周年を迎えた。
- 12月、J:COM × Universal Music presents TOKYO SKYTREE TOWN Christmas Countdown Live出演。

### 2014年（平成26年）
- 1月、テレビ東京系　新春ワイド時代劇『影武者 徳川家康』主題歌に「What I am ‒未来の私へ-」起用。
- 1月、三井不動産レジデンシャル THE幕張BAYFRONT TOWER＆RESIDENCEのCMソングに「You and I …」起用。
- 3月12日 - 4月27日、東京・日生劇場で上演された「オペラ座の怪人」の続編ミュージカル「ラブ・ネバー・ダイ」でクリスティーヌ・ダーエを演じた。（Wキャストで全67公演中27公演出演）
- 3月、明治神宮外拝殿において、昭憲皇太后百年祭記念 昭憲皇太后基金チャリティ 明治神宮境内奉納演奏をおこなった。
- 4月より、東京新聞にて「平原綾香と聴くクラシックの扉」連載開始。
- 5月、国立競技場で開催された、アジア五カ国対抗2014（ラグビーワールドカップ2015アジア最終予選）日本代表vs香港代表戦において、国歌独唱・Jupiterを歌唱した。
- 6月、アルバム「my Classics selection」を、ドリーミュージックよりリリース
- 6月、ハイレゾ配信第1弾「my Classics!」、第2弾7月23日「my Classics2」
- 6月、チック・コリアのコンサートで、「Spain」を共演。また、ゲイル・モランも加わり3人で「Summer Time」をコラボした。
- 8月、フェニックス10となる長岡まつり大花火大会で、花火打ち上げ開始前に「Jupiter」を歌唱。
- 9月、平原まこと・平原綾香親子が、第8回親子大賞受賞
- 9月、アルバム「信長の野望30周年記念コンサート」ボーナストラックに平原綾香「Shine -未来へかざす火のように-」が収録。
- 10月、「瀬戸内みらいコンサート2014」、長岡「フェニックスコンサート」、「昭和の歌人たち 第29回 岩谷時子」に出演。
- 10月、よみうりランド2014 ジュエルミネーションの点灯式に出席。ミニライブを行う。
- 11月、高島屋2014クリスマス『Believe in dreams』キャンペーンソングに決定。「Winter Songbook」発売記念イベントを行う。
- 11月、14thアルバム「Winter Songbook」リリース。
- 11月、FM福岡「光の街・博多」点灯式に出席、ミニライブを行う。
- 11月、TOKYO-FMディア・フレンズ LIVE Vol.3 welcomes supported by あ・う・て （坂本美雨との共演）、NHK新潟「Heart for 中越」出演
- 11月、WOWOWにて平原綾香 CONCERT TOUR 2014 「What I am -未来の私へ-」O.A
- 12月、劇場映画『宇宙戦艦ヤマト2199 星巡る方舟』エンディングテーマに決定。
- 12月、父平原まこと40周年記念ライブ「平原まこと40th Anniversary Concert」LET'S CELEBRATE!! with AIKA & 平原綾香に出演。
- 12月、RCC　第九ひろしま2014、平原綾香 meets プルミエ at COTTON CLUB、AAB presents平原さんちのコンサート2014＠秋田県民会館、FM YOKOHAMA「NISSAN GALLERY CHRISTMAS LIVE」、J-WAVE「CHRISTMAS LIVE＠TOKYO CITY VIEW」、平原さんちのコンサート2014クリスマスSPECIAL神戸メリケンパークオリエンタルホテル、平原さんちのコンサートウェスティンナゴヤキャッスルクリスマスディナーショー2014に出演。

### 2015年（平成27年）
- 1月、久慈市文化会館開館15周年記念事業「音楽の贈り物vol.2～ポップスとクラシックの融合」　に出演
- 3月、オフィシャルファンクラブが10周年を迎え、大阪で特別イベント開催
- 3月、第21回 ホノルルフェスティバルにて、長岡花火打ち上げ。「フェニックス」のBGMに平原綾香「Jupiter」が流れた。
- 3月、「宮本笑里 with Friends」にゲスト出演
- 3月、『平原綾香/CONCERT TOUR 2014「What I am -未来の私へ-」プレミアム・アンコール公演 ＠ Bunkamura オーチャードホール』DVD発売。山野楽器銀座本店にて、DVD発売記念スペシャルイベントを行う。
- 3月、スカパー!4K視聴チャンネル『Channel 4K』にて、「平原綾香 明治神宮境内奉納演奏」が2017年2月28日までリピート放送決定
- 3月、「Don't give it up」が、TX　ワールドビジネスサテライト（WBS）のエンディングテーマに決定
- 3月、NHK総合テレビ「今夜も生でさだまさし スペシャル～日本一周達成感謝祭～」に出演。「ソメイヨシノ」歌唱
- 4月、世界的なポップオペラテノールのイム・ヒョンジュのコンサートにサプライズゲストで出演
- 4月、「Prayer」がWOWOW連続ドラマW「スケープゴート」全4話の主題歌に決定
- 4月、映画「サウンド・オブ・ミュージック 製作50周年記念版」でマリア役吹替えに決定。映画館で上映された。5月、DVD/BD発売
- 4月、サム・スミスの「ステイ・ウィズ・ミー ～そばにいてほしい」日本語カヴァー・リレー企画第2弾でトップバッターを務める
- 5月、アルバム「Prayer」発売。銀座山野楽器本店にて発売記念イベント、1日店長を務める
- 5月、京都葵祭・下賀茂神社社頭の儀に参拝者代表として参列
- 5月、下鴨神社式年遷宮奉祝記念 平原綾香コンサート「いのちのちから、あらたに」出演
- 5月、NHK BSプレミアム「玉置浩二ショー 第2弾」ゲスト出演
- 5月、中野市合併10周年記念「晋平・辰之メモリアル めざましライブカントリーツアー2015 in NAKANO」ゲスト出演。また、信州なかのバラまつりオープニングセレモニーに出席し、「カラーオブジュピター」を植樹
- 6月、「平原綾香 CONCERT TOUR 2015～Prayer～」 和光市民文化センターよりスタート。10公演目の福岡で、通算300公演を迎えた。
- 7月、BS-TBS「未来へつなぐ。土曜スタジアム・Sound Inn“S”」にて、平原まこと・AIKA・平原綾香のテレビ初共演が実現
- 8月、辻井伸行＆フレンズ　NAGASAKI浦上天主堂コンサート2015 ゲスト出演
- 8月、地球劇場フェス2015〜100年後の君に聴かせたい歌〜出演
- 8月、オアフ島パールハーバー米海軍基地で行われた長岡ホノルル平和交流記念事業 にて、「Jupiter」歌唱
- 8月、和歌山県アドベンチャーワールド・ナイトマリンライブ「LOVES」　サプライズゲスト
- 9月、平成27年度食生活改善普及運動月間、平成27年度健康増進普及月間　ポスターに起用
- 9月、由紀さおりアルバム「VOICE II」　に「知りたくないの Duet with 平原綾香」で参加、宮本笑里アルバム「birth」に「風笛〜Love Letter〜 featuring 平原綾香」で参加
- 9月、平原まこと・平原綾香親子が、第9回親子大賞受賞（3度目）
- 10月、TFM/JFN 「NISSAN あ、安部礼司　史上最大のワクワク大作戦 ABE-GIG in 日本武道館　～10年に1度の大家族会議～」にゲスト出演
- 10月、全国ツアー「平原綾香 CONCERT TOUR 2015～Prayer～」がWOWOWにて生中継された。
- 10月、東京国際映画祭　CINEMA MUSIC JAM produced by J-WAVEに出演
- 11月、第3回佐賀市民芸術祭 九州交響楽団名曲コンサートゲスト、中島みゆき RESPECT LIVE 歌縁（うたえにし）大阪公演出演
- 12月、平原綾香 クリスマスライブ with 平原まこと in 町田、長岡、シーサイドホテル舞子ビラ神戸開催
- 12月、BSジャパン「クラリーノ®スペシャル　平原綾香とランドセル」ナビゲーター
- 12月、ラミン・カリムルー in コンサートにゲスト出演
- 12月、音楽を通じて社会貢献、様々な支援のために「Jupiter基金」を設立。第1弾チャリティコンサート「平原綾香Jupiter基金 My Best Friends Concert〜 顔晴れ(がんばれ) こどもたち〜スペシャルゲスト：K」を開催[8]
- 12月、NHK BSプレミアム　ザ・プレミアム「戦後70年 HIBARIフェス! 1945 to 2015〜みんなひばりが好きだった〜」生出演

### 2016年（平成28年）
- 1月、婦人公論　創刊100周年記念企画第2弾 「その道の達人たち　先輩×後輩」対談スペシャルにて森山良子と対談
- 2月、増上寺　節分追儺式（せつぶんついなしき） 出席
- 2月、「札響×NHK　名曲と歌のシンフォニー ～10代とつくるコンサート～」出演
- 2月、ミャンマーで開催された「ジャパン・ミャンマー・プエドー2016」出演
- 3月、新潟県長岡市に在る長岡市立高等総合支援学校の校歌を作詞・作曲した[9]。2019年8月21日発売アルバム「はじめまして」に収録。
- 3月、つながる心　つながる力 みんなでつくる復興コンサート 2016 supported by KDDI」出演
- 3月、アルバム「平原綾香ドラマ・映画ワークスセレクション 」をドリーミュージックより発売
- 3月、日本初のポップス・ロック×オーケストラ公演音楽祭「billboard classics festival 2016」SPゲスト
- 3月、「音市音座2016」出演
- 4月、NHK総合　第1回「うたコン」出演
- 4月、アルバム「LOVE」に収録の「マスカット」がテレビ東京系　水曜エンタ「水曜ミステリー9」エンディングテーマに決定
- 4月、表参道ヒルズ「10th ANNIVERSARY SPECIAL PARTY」に出演
- 4月、J-WAVE「VOLVO DESIGN YOUR LIFE」公開収録
- 4月、アルバム「LOVE」、DVD「平原綾香 CONCERT TOUR 2015 ～Prayer～」発売
- 4月、アルバム「LOVE」に収録の「鼓動」が、BSフジ「アキレアの橋～2020遥かなる東京へ～」テーマソングに決定
- 4月、「ARABAKI ROCK FEST.16」出演
- 5月、NHK BS プレミアム「The Covers」出演
- 5月、第40回ひろしまフラワーフェスティバル出演
- 5月、TOKYO FM「KIRIN BEER "Good Luck" LIVE」公開生放送出演
- 5月、LINE LIVE 「さしめし#106(平原綾香×クリス・ハート)」生出演
- 5月、全国ツアー「平原綾香 CONCERT TOUR 2016 〜 LOVE 〜」第1弾「LOVE」バンドスタイルスタート
- 5月、厚労省　スマート・ライフ・プロジェクト『世界禁煙デー 記念イベント』出演
- 6月、NHK BSプレミアム「スーパープレミアム ザ・ビートルズ フェス」出演
- 6月、アメリカ大使館で開催されたケネディ大使主催「第240回アメリカ独立記念日レセプション」出席
- 7月、ショウゲート配給映画『マイ・ベスト・フレンド』「STAR」が日本版テーマソングに決定
- 8月、BS-TBS「昭和…愛しき歌よ！～五木寛之・わが人生の歌がたり」～出演
- 8月、NHK総合「五木先生の 歌う！SHOW学校」出演
- 8月、川崎フロンターレ クラブ創立20周年記念イベント トークショー、ハーフタイム「Jupiter」歌唱
- 8月、フジテレビ「みんなのHAND OVER 〜Rio to Tokyo〜」出演
- 8月、NHK総合「いのちのうた2016」出演
- 8月、東北楽天イーグルス「夏スタ！」ライブ出演、イーグルス×オリックス　試合前「Jupiter」歌唱
- 9月、平原綾香 CONCERT TOUR 2016 〜 LOVE 〜 第2弾「Acoustic LOVE」アコースティックスタイル
- 9月、森永乳業 presents ヒーリング・ヴィーナス 20周年、平原綾香10周年スペシャルイベント開催
- 9月、BS日テレ「地球劇場～100年後の君に聴かせたい歌～」出演
- 9月、ラン・ランアルバム「ニューヨーク・ラプソディ」に参加。日本盤ボーナストラック「ムーン・リバー featuring 平原綾香」
- 9月、「⇒2020 レスリー・キーがつなぐポートレートメッセージ」参加
- 9月、Keep on Smiling for Children Project in 比叡山延暦寺〜こどもたちの新しい明日へ〜出演
- 10月、森永乳業 presents 平原綾香のヒーリング・ヴィーナス　＠FM（FM愛知）放送開始
- 10月、ZTEジャパンの新スマホ発表会ゲスト
- 10月、東京国際映画祭開幕 レッドカーペット登場、「マイ・ベスト・フレンド」上映後舞台挨拶「STAR」歌唱
- 11月、ABC presents Vocal On Symphony 2016出演
- 11月、サンリオピューロランドクリスマススショーのカーテンコール曲「JOYFUL,JOYFUL」に決定
- 11月、アルバム「歌縁」（うたえにし）- 中島みゆき RESPECT LIVE 2015 - 発売。「糸」で参加
- 11月、NHK四国「Discover四国コンサート」出演
- 11月、BSスカパー「平原綾香 CONCERT TOUR 2016～LOVE～」7/31バンドスタイルO.A
- 11月、佐藤竹善 CORNERSTONES Symphonic Concert ゲスト。「I Need You」デュエット
- 12月、「毎日がクリスマス2016」出演
- 12月、スマート・ライフ・プロジェクト「受動喫煙のない社会を目指して」動画メッセージ
- 12月、平原綾香 プレミアムクリスマスライブ with 平原まこと in ザ・ガーデンオリエンタル大阪開催
- 12月、フジテレビ「皇室スペシャル2016　新時代」ナレーション出演
- 12月、J-WAVE CHRISTMAS SPECIAL JAPAN AIRLINES presents　HOLLY JOLLY CHRISTMAS！公開生放送
- 12月、第2回 平原綾香Jupiter基金 クラリーノPresents My Best Friends Concert ～顔晴れ （がんばれ） こどもたち～
- 12月、NHK総合「絶景！世界の屋上クルージング」ナレーション出演

### 2017年（平成29年）
- 1月、TOKYO FM HOLIDAY SPECIAL クラレ“ランドセルは海を越えて” presents  ONE FOR ONE ゲスト
- 1月、楽天IT学校甲子園2016 スペシャルゲスト
- 1月、中島みゆきリスペクトライブ2017 歌縁 まつもと市民芸術館公演出演
- 1月、平原綾香 Jupiter 基金 オフィシャルホームページ開設
- 1月、第3回 平原綾香 Jupiter 基金 My Best Friends Concert ～顔晴れ （がんばれ） こどもたち～開催
- 1月、中島みゆきリスペクトライブ2017 歌縁 リンクステーション青森公演出演
- 1月、新曲「音樂」がハウステンボス バラ祭 CMソングに決定
- 2月、ミャンマーで開催された「ジャパン・ミャンマー・プエドー2017」に昨年に引き続き出演
- 2月、岡崎市政施行100周年記念 ENERGY FES.〜繋がる未来 世界の子ども達へ ROCKだぜー♪〜 出演
- 2月、ネイザン・イースト ビルボードライブ東京公演 ゲスト
- 3月、厚生労働省「女性の健康週間」ポスターに起用
- 3月、ブルボン Presents ギンザめざましクラシックス Vol.79 ゲスト
- 3月、「image17 -emotional & relaxing-」に、ラン・ラン:ムーン・リヴァー featuring 平原綾香で参加
- 3月、billboard classics festival 2017 in TOYAMA出演
- 3月、＠FM「森永乳業 presents 平原綾香のヒーリング・ヴィーナス」公開生放送
- 3月、「シャボン玉」が「日清焼そばU.F.O. 」のWEB CMソング'に決定
- 4月、北翔海莉「The Vocalist 6Days Premium Concert Presented by THE MUSIC TRAVEL」出演
- 4月、「La La Love」がホシザキグループCMソングに決定
- 4月、「約束のこの瞬間（とき）に」が、BSジャパン「火曜ドラマ 山本周五郎時代劇 武士の魂」エンディングテーマ、フジテレビ系「ウチくる!?」4月度 / 5月度エンディングテーマに決定
- 4月、ミュージカル「ビューティフル」製作発表出席
- 4月、水谷千重子キーポンシャイニング歌謡祭2017 東京公演出演
- 4月、TOKYO FM EARTH DAY LIVE 2017　～WE LOVE MUSIC, WE LOVE THE EARTH～出演
- 4月、通算19枚目、10枚目のオリジナルアルバム「LOVE 2」発売
- 4月、DVD「平原綾香 CONCERT TOUR 2016 ～LOVE～」発売
- 4月、銀座山野楽器本店にて発売記念イベント
- 5月、Wedding企画　横浜コットンハーバークラブにてサプライズ出演
- 5月、TOKYO FM JET STREAM50周年企画「私のサウンドグラフティ」出演
- 5月、アルバム「めざましクラシックスwithフレンズ 〜ベスト・ヴォーカリスト〜」に「You Raise Me Up」で参加
- 5～9月、平原綾香 CONCERT TOUR 2017 ～ LOVE 2 ～　開催
- 5月、厚労省「世界禁煙デー記念イベント」出席
- 6月、WOWOWプライム「生中継！第71回トニー賞授賞式」にてキャロル・キングメドレー歌唱
- 7月 - 、BS朝日「辻井伸行 感動バックヤード」にてナレーター出演
- 7月、アメリカ合衆国独立記念日レセプション出席
- 7月、宮本笑里 10周年記念コンサート　サプライズゲスト
- 7～8月 、帝国劇場で上演されるキャロル・キングの半生を描いたミュージカル『ビューティフル』に水樹奈々とのダブルキャストで主演
- 8月、NHK総合「戦後ゼロ年　東京ブラックホール」主題歌決定「東京ブギウギ」歌唱
- 8月、2018年3月から始まる ミュージカル「メリー・ポピンズ」に主演決定
- 9～10月、フジテレビ「空旅をあなたへ-PREMIUM SKY-」（ハワイ島）全9回に出演
- 9月、アルバム「大人のJ-POPカレンダー 365 Radio Songs」 10月（星つむぎの歌）・12月（Happy Xmas (War Is Over) 」で参加
- 10月、服部克久 傘寿の音楽会 ～80歳からの新たなスタート～出演
- 10月、大鵬薬品工業株式会社「PITAS -ピタス-」web動画に出演
- 10月、NHK『第56回 歌謡チャリティーコンサート』 、長崎「Lovefes2017」、八ヶ岳JOMONライフフェスティバル、2017CarterCenter SpecialLive出演
- 11月、にいがた観光特使任命
- 11月、J-WAVE LIVE〜AUTUMN、赤坂ホワイトサカス 点灯式・LIVE、洗足学園音楽大学 創立50周年記念 平原綾香 コンサート with 平原まこと、NHK総合「NHK歌謡チャリティコンサート」出演
- 11月、ミュージカル「メリー・ポピンズ」製作発表
- 11月、アルバム「時代を創った名曲たち」～瀬尾一三作品集 SUPER digest～に「アリア-Air-」で参加
- 11月、「結晶」がTBSテレビ クイーンズ駅伝 第37回全日本実業団女子駅伝　応援ソングに決定
- 12月、ザンジバルナイト、NHKのど自慢（沖縄県石垣市）、平原綾香 ライブ with 平原まこと X'mas SPECIAL in 神戸メリケンパークオリエンタルホテルに出演
- 12月、ホリデーSP『TOKYO FM アースデーライブ2017～We Love Music,We Love the Earth～』平原綾香 「アランフェス協奏曲～Spain」が、第24回日本プロ音楽録音賞 優秀賞受賞
- 12月、フジテレビ「皇室スペシャル2017 新時代」ナレーション出演
- 12月、森永乳業 presents 平原綾香のヒーリング・ヴィーナス公開生放送

### 2018年（平成30年）
- 1月、メ〜テレ開局55周年記念「ヴォーカルオンシンフォニー」名古屋公演出演
- 1月、第4回「平原綾香 Jupiter 基金 My Best Friends Concert ～顔晴れ（がんばれ）こどもたち～スペシャルゲスト：吉田山田 」開催
- 2月、平原綾香15周年記念ファンクラブイベント meets ヒーリング・ヴィーナス公開生放送
- 3月、アドベンチャーワールド40周年記念ソング「5つの魔法」完成 作詞・作曲平原綾香
- 3月、新曲「これから」配信
- 3月、オールナイトニッポン50周年記念「中島みゆきリスペクトライブ2018 歌縁」出演
- 3月、NHKのど自慢チャンピオン大会2018（NHK総合・ラジオ第1） ゲスト出演
- 3月、ミュージカル「メリー・ポピンズ」プレビュー公演初日
- 3月、第6回「全音楽界による音楽会」3.11 チャリティーコンサート出演
- 3月～6月、ミュージカル「メリー・ポピンズ」メリー・ポピンズ役で出演
- 4月、アドベンチャーワールド　ナイトマリンライブ「LOVES」特別公演出演
- 4月、アドベンチャーワールド40周年記念ソング「5つの魔法」CD発売
- 5月、京王HUGHUGにて「平原綾香プレミアム・ミニ・ライブ」出演
- 5月、山野楽器ニューアルバム「Dear Music ～15th Anniversary Album～」リリースイベント
- 5月、W杯 キックオフ！釜石8.19 釜石鵜住居復興スタジアム オープニングイベント発表記者会見出席
- 5月、DVD「CONCERT TOUR 2017 ～LOVE 2～ at Bunkamura ORCHARD HALL」発売
- 6月、フェニーチェ堺 Presents 南宗寺の宴 〜利休に捧ぐ〜 2018出演
- 6月、平原綾香 15th Anniversary CONCERT TOUR 2018 ～Dear Music～ 和光からスタート。24公演目千葉公演で通算400回
- 7月、FM OH!・@FMで新番組『日商エステム presents 平原綾香のハラホロシアター』放送開始
- 7月、21stアルバム「15th Anniversary All Singles Collection」ドリーミュージックよりリリース
- 8月、BS-TBS「超豪華！真夏の輝き！完全生中継！長岡大花火2018」生出演
- 8月、三陸防災復興プロジェクト2019プレイベント、キックオフ！釜石8.19 釜石鵜住居復興スタジアム オープニングイベント出演
- 8月、鶴岡信用金庫合併10周年記念「平原綾香 アコースティックライブ with 平原まこと」出演
- 9月、広島避難所・市役所、岡山避難所訪問
- 10月、長岡米百俵フェスティバル出演
- 10月、NHKBSプレミアム「The Covers」出演
- 11月、メセナ協会設立20周年記念「平原綾香 ライブ with 平原まこと」出演
- 11月、平原綾香 ライブ with 平原まこと@奈良・田原本町公演出演
- 11月、羽田空港国際線旅客ターミナル 冬季イルミネーション装飾点灯式「羽田Sky illumination 誰も見たことのない光 2018-2019」出演
- 11月、ミュージカル「ラブ・ネバー・ダイ」製作発表出席
- 11月、NHK総合「SONGS」第478回平原綾香出演
- 12月、山口きずな音楽祭2018「クリスマス市セレモニー」出演

### 2019年（平成31年、令和元年）
- 1月15日～2月26日、日生劇場において開催された、ミュージカル「ラブ・ネバー・ダイ」にクリスティーヌ役で出演
- 1月、映画「メリー・ポピンズ リターンズ」TOHO梅田にて開催された歌唱イベント付き試写会出演 、ジャパンプレミアにエミリー・ブラント、谷原章介とともに出演
- 1月、映画「メリー・ポピンズ リターンズ」オリジナルサウンドトラック発売
- 2月、映画「メリー・ポピンズ リターンズ」全国ロードショー。メリー・ポピンズ の日本語吹替え、エンドソングを担当。吹替声優とエンドソングを同一人物が担当するのは、ディズニー映画史上初の快挙。
- 2月～、KONICA MINOLTAプラネタリウム「平原綾香 いのちの星の詩（うた） SPECIAL EDITION」上映（福岡市科学館、加須未来館。ディスカバリーパーク焼津天文科学館、プラネタリアTOKYOなど順次上映）
- 2月、32ndシングル、映画「メリー・ポピンズ リターンズ」日本版エンドソング「幸せのありか」リリース
- 3月、J-WAVE「RINREI CLASSY LIVING SPECIAL TALK & LIVE」出演
- 3月、東京2020オリンピック競技大会500日前特別記念公演「日本橋 meets オリンピックコンサート」出演
- 3月、「第5回 平原綾香 Jupiter 基金 My Best Friends Concert 〜 顔晴れ（がんばれ）こどもたち　スペシャルゲスト：山崎育三郎」開催
- 3月、「Dear Classic.A-ya meets Orchestra. 平原綾香と開くクラシックの扉コンサート」出演
- 3月、NHK総合・ラジオ第1「NHKのど自慢」ゲスト出演
- 3月、ヤフオクドームで開催された、福岡ソフトバンクホークス 「2019開幕戦セレモニー」において国歌独唱
- 4月～、「Radio Radio」が東海ラジオ60周年イヤーイメージソングに決定
- 4月、「フレンズ・オブ・ディズニー・コンサート2019」出演
- 5月、ハウス食品グループpresents 第13回 母に感謝のコンサート出演
- 5月、ゼクシィPremier（プレミア） 2019年7月号　表紙、インタビュー
- 6月、映画「メリー・ポピンズ リターンズ」MovieNEX発売、デジタル配信
- 6月、京都劇場で開催された「ファッションカンタータ2019」出演
- 6月、DVD「平原綾香 15th Anniversary CONCERT TOUR 2018 ～Dear Music～」発売
- 6月、全国ツアー「平原綾香 CONCERT TOUR 2019 〜 幸せのありか 〜」スタート
- 6月、「25ans×BVLGARI アウローラアワード」湯川れい子さんとの対談
- 7月、「JAZZ JAPAN」 表紙＆インタビュー
- 7月、横浜アリーナで開催された「氷艶hyoen2019 －月光かりの如く－」　桐壺更衣、藤壺宮役で出演
- 8月、 「I Love You」が日商エステムグループ イメージソングに決定
- 8月、 スタッフサービスグループテレビCM「オー人事のうた篇」出演
- 8月、 22枚目のアルバム「はじめまして」発売
- 8月、 タワーレコード渋谷店にてアルバム「はじめまして」 リリース記念イベント ミニLIVE ＆ サイン会を行う
- 9月、 ラグビーワールドカップ2019日本大会開幕戦にて、国歌独唱
- 9月、 東海ラジオ「大感謝祭 2019 フィナーレ」出演
- 10月、 「Enjoy Oita!! Welcome Fair」出演
- 10月、「宇宙戦艦ヤマト2202」コンサート2019  ソノ・トキ・キミ・ト ―Close to you tonight―出演
- 10月、セイコーホールディングスイメージソング 「時代とハートを動かすセイコー」平原綾香ver.発表
- 10月、アルバム「オフコース・クラシックス」に「言葉にできない」で参加
- 10月、「第28回ハママツ・ジャズ・ウィーク ヤマハジャズフェスティバル」出演
- 11月、薬師寺で行われた「オフコース・クラシックス コンサート」に出演
- 11月、神奈川大学大学祭「神大フェスタ NIGHTFESTA」出演
- 11月、NHK音楽祭2019「シンフォニック・ゲーマーズ４ ―愛すべきこの世界のために―」出演
- 11月、KAGOSHIMA CENTRAL ARCイルミネーション点灯式に出演
- 11月、「GORO MATSUI SONGBOOKS vol.12 The Premium 平原綾香 with 松井五郎」2夜出演
- 11月、「日商エステム presents Premium Symphonic Night」出演
- 12月、フジテレビ「FNS歌謡祭2019」に、 LA DIVA（森山良子、平原綾香、新妻聖子、サラ・オレイン）として出演
- 12月、ミャンマーで放送されるドラマ「The House with Dream」の主題歌「MOSHIMO」の作詞作曲を手掛ける
- 12月、「ブルガリ アウローラ アワード 2019」受賞
- 12月、「SHIONOGI MUSIC FAIR presents LA DIVA」 出演
- 12月、デビュー16周年を迎える
- 12月、氷艶hyoen2019－月光かりの如く－　Official Art Book発売
- 12月、「J-WAVE CHRISTMAS SPECIAL JAL JINGLE YOUR HEART」公開収録出演
- 12月、「平原綾香 with 平原まこと Xmas SPECIAL in 神戸メリケンパークオリエンタルホテル」出演
- 12月、「沖縄かりゆしアーバンリゾート那覇 クリスマスディナーショー 2019 平原綾香 ライブ with 平原まこと」出演

### 2020年（令和2年）
- 1月、ミャンマーJooxにてMNTVのドラマ「The House with Dream」の主題歌「တကယ်လို့ (MOSHIMO)」配信、1位を獲得
- 1月、ヤンゴン・コンベンションセンター(YCC) で行われた国際ドラマフェスティバル in TOKYO 「Jシリーズ・フェスティバル in ミャンマー」出演
- 1月、ミャンマージャパンハート Dream Train訪問
- 2月、浄るりシアター、東リ いたみホール、東海市芸術劇場で行われた「平原綾香 ライブ with 平原まこと」に出演
- 2月、ジャパン・ミャンマー・プエドー2020に3回目の出演
- 2月、第6回 平原綾香 Jupiter 基金 My Best Friends Concert〜顔晴れ（がんばれ）こどもたち〜スペシャルゲスト森崎ウィン開催
- 2月、「MOSHIMO / 平原綾香,森崎ウィン」 ストリーミング/ダウンロード配信開始。
- 2月、MUSIC FAIR 2800回記念コンサート出演
- 2月、「THAT’S THE WAY IT IS」 がAudi FIS アルペンスキー ワールドカップ 2020 にいがた湯沢苗場大会公式ソングに決定
- 4月、YOU'VE GOT A FRIEND performed by the worldwide cast of BEAUTIFUL (in quarantine) for The Actors Fundにリモート出演
- 4月、【Shows at Home】民衆の歌 ／ Do You Hear The People Sing ? - Les Miserables -にリモート出演
- 5月、ブルガリ「CONVERSATIONS FOR HOPE」カンバセーションズ フォー ホープ
- 5月、「TOKYO JAZZ+plus LIVE STREAM」にリモート出演
- 5月、無観客で行われた第87回 東京優駿「日本ダービー」にて国歌を独唱
- 5月、MOSHIMO Project 始動　「MOSHIMO Project2020」の動画配信
- 6月、ディズニーのディカペラ（DCappella）サポートリーダーに就任
- 6月、#SaveWithStories「読み聞かせプロジェクト」にリモート出演。「あらしのよるに」の読み聞かせを披露
- 7月、【MOSHIMO Project】にて、「とどけ私のMOSHIMO」を配信
- 7～8月、NHK総合「みんなでエール キックオフスペシャル」「ライブ・エール～今こそ音楽でエールを」に出演
- 9月、「平原綾香 Premium Concert 2020 〜The Lyrics〜」をBunkamuraオーチャードホールで開催、WOWOWライブにて生LIVE配信
- 9月、Blu-ray「平原綾香 THE LIVE 2020 CONCERT TOUR 2019 〜 幸せのありか 〜 & DOCUMENT 2020 A-ya in Myanmar『MOSHIMO』の軌跡」発売
- 10月、セイコー「“わ”で奏でる東日本応援コンサート2020 in東京」出演
- 10月、BSプレミアム「映画音楽はすばらしい！」出演
- 11月、「～水樹奈々・平原綾香 Voice Musical～ Walk with U」ナビゲーターを務める
- 11月、帝国劇場にて、ミュージカル「ビューティフル」再演。キャロル・キング役で出演
- 11月、文化庁支援事業「JAPAN LIVE YELL project」応援ムービー「春よ、来い」参加
- 12月、「風に立つライオン基金 高校生ボランティア・アワード2020WEB大会」出演
- 12月、「The Musical Day 〜Heart to Heart〜」生LIVE配信出演
- 12月、「新潟文化祭2020」出演
- 12月、WOWOWライブ「僕らのミュージカル・ソング2020 年末スペシャル」出演

### 2021年（令和3年）
- 1月、PGF生命 presents「ニューイヤー・ミュージカル・コンサート2021 ～Feel This Moment～」出演
- 1月、「函館市民会館 再オープン記念 平原綾香 with K」出演
- 2月、「平原綾香 with オーケストラ・アンサンブル金沢 福井公演」出演
- 2月、「オーケストラ・アンサンブル金沢 ファンタスティック・オーケストラ・コンサート 平原綾香 with OEK」出演
- 2月、シングル「Save Your Life / 平原綾香 & ダニエル・パウター」デジタル配信
- 2月、「WEIBO Account Festival in Tokyo 2020」ベスト女性アーティスト賞受賞
- 2月、「銀座ひと繋ぎプロジェクト」参加
- 3月、テレビ朝日「報道ステーション」震災企画「川崎フロンターレと陸前高田の10年」のナレーション担当
- 3月、フジテレビ「情報プレゼンター_とくダネ!」にて、「いのちは未来を憶えてる」歌唱
- 3月、第8回「全音楽界による音楽会 3.11 チャリティコンサート」出演
- 3月、NHK総合「震災10年特別企画 音楽で心をひとつに～Music for Tomorrow～」出演。ダニエル・パウター、ボブ・ジェームスとリモート共演
- 4月、「Dear Classic. A-ya meets Orchestra.平原綾香と開くクラシックの扉コンサート2021」名古屋国際会議場 センチュリーホール
- 4月、アイスショー「LUXE」主題歌「LUXE -リュクス-」デジタル配信
- 4月、「JAZZ AUDITORIA ONLINE 2021」無料生配信 BLUE NOTE TOKYO ALL-STAR JAZZ ORCHESTRA directed by ERIC MIYASHIRO with special guest AYAKA"
- 5月、NHK BSプレミアム「玉置浩二ショー」出演
- 5月、アイスショー「LUXE」出演
- 6月、アルバム「Save Your Life 〜AYAKA HIRAHARA All Time Live Best〜」発売
- 6月、全国ツアー「平原綾香 CONCERT TOUR 2020-2021 〜MOSHIMO〜」初日 伊勢崎市文化会館 大ホール
- 6月、「いのちは未来を憶えてる」 デジタル配信（SHÍ-ZEN）
- 7月、「24時間TikTok LIVE」出演
- 7月、BSフジ「いのちは未来を憶えている」～震災10年の、あくる日から～」出演
- 8月、公式文化プログラム「東京2020 NIPPONフェスティバル」映像作品「MAZEKOZEアイランドツアー」に参加
- 9月、TBS金曜ドラマ「＃家族募集します」#8#9 黛倫子役で出演
- 9月、「平原綾香 CONCERT TOUR 2020-2021 ～MOSHIMO～」U-NEXTで独占ライブ配信
- 10月、映画「宇宙戦艦ヤマト2205 新たなる旅立ち」エンディング主題歌「愛は今も光」歌唱
- 10月、シードコンタクトレンズpresents平原綾香のハラホロシアターに番組名変更
- 10月、ミキプルーン新TVCMに書き下ろし曲「キミへ」決定
- 11月、いわて・かまいしラグビーメモリアルマッチに出演
- 11月、NHK総合・中部7県向け「ハグくむコンサート」に出演
- 11月、長野市芸術館開館5周年記念 ～復興NAGANO!音楽祭～に出演
- 11月、TOKYO JAZZ 20thに出演
- 12月、日生劇場で行われたミュージカル「フィスト・オブ・ノーススター〜北斗の拳〜」にユリア役で出演
- 12月、浜離宮朝日ホールで行われた“Starry Night Concert vol.26" 前田憲男トリビュートに出演
- 12月、 沢田完プロデュース NHK交響楽団特別編成コンサートに出演
- 12月、PRIME HOUSE present 平原綾香アコースティックライブwith平原まこと開催
- 12月、ハウステンボス カウントダウン 30th～希望の光へ〜に出演

### 2022年（令和4年）
- 1月、ゲーム「メメントモリ」に楽曲「Lone Star」提供[10]
- 1月、神戸新聞 夕刊にて「随想」連載
- 1月、第7回 平原綾香 Jupiter 基金 My Best Friends Concert 〜 顔晴れ（がんばれ）こどもたち  スペシャルゲスト：さだまさし開催
- 1月、The Musical Day 〜Heart to Heart〜 ブルーノート東京に出演
- 1月、2月、Dear Classic. A-ya meets Orchestra. 平原綾香と開くクラシックの扉コンサート2022を開催
- 2月、富山で行われた「AUBADE SYMPHONIC WAVE 2022」に出演
- 2月、雑誌THE SAX vol.108にて追悼企画 不世出のマルチ・サクソフォン・プレイヤー 平原まことに捧ぐ掲載
- 4月、「SHIONOGI MUSIC FAIR presents LA DIVA again」に出演
- 4月、NHKEテレ「おかあさんといっしょ 」内人形劇ファンターネにてウミネコのミミコ姉さんの声優で出演
- 4月、国際ソロプチミスト和歌山 認証50周年記念チャリティコンサート「平原綾香 with Piano Live」開催
- 4月、J-WAVE GOLEN WEEK SPECIAL GINZA Yamano Music presents THANKS TO MUSICに出演
- 5月、「Super Brass Stars」丸の内ミュージックフェス メインコンサート 中川英二郎×エリック・ミヤシロ×本田雅人「SUPER BRASS STARS XXL EDITIONに出演
- 5月、一般社団法人日本きもの連盟 きもの大使に任命
- 5月、セイコーゴールデングランプリ陸上2022東京 福島千里引退セレモニーに出演
- 5月、厚生労働省 世界禁煙デー記念イベント2022に出演
- 6月、めざましクラシックス 25周年 サマースペシャル 2022 in 札幌に出演
- 6月、TBSテレビ「キリンカップサッカー2022」にて国歌独唱
- 6月、デジタルシングル「キミへ」配信
- 6月、アルバム「想い出がラブレター」オフィシャルサイト、ツアー会場限定発売
- 7月、タマホーム新テレビCMに出演
- 7月、ディズニー ミュージックパレードテーマソング歌唱決定、デジタル配信
- 7月、8月、Brand New Musical Concert 2022に出演
- 8月、NHKBSプレミアム･4K･BS8K 「大迫力！長岡の大花火 2022 スペシャルライブ」生出演
- 8月、NHK総合BS4K8K「ライブ・エール」NHK総合「サタデーウオッチ9」生出演
- 9月、首相官邸にきもの大使として表敬訪問
- 9月、NHK総合「僕の“最後の歌”を届けたい～財津和夫 TULIPラストツアー～」語りで出演
- 9月、渡辺俊幸 シンフォニック・ガラ・コンサート ～音楽家活動50周年の祝典～にゲスト出演
- 9月、True Colors SPECIAL LIVEに出演
- 9月、日中国交正常化50周年で、洛天依（中国のボーカロイド）とコラボ、北京で開催された中国実行委員会主催の周年事業で初上映後駐中国日本大使館の微博で動画配信

### 2025年（令和7年）
- 2月、CONCERT「THE BEST New HISTORY COMING」に出演[11][12]

## ディスコグラフィ

### シングル
| 枚                          | 発売日                      | タイトル                          | 販売形態                    | 規格品番                    | オリコン 最高位             |
| ドリーミュージック レーベル | ドリーミュージック レーベル | ドリーミュージック レーベル       | ドリーミュージック レーベル | ドリーミュージック レーベル | ドリーミュージック レーベル |
| --------------------------- | --------------------------- | --------------------------------- | --------------------------- | --------------------------- | --------------------------- |
| 1st                         | 2003年12月17日              | Jupiter                           | CD                          | MUCD-5046                   | 2位                         |
| 2nd                         | 2004年2月18日               | 明日                              | CD+DVD                      | MUCD-5054                   | 19位                        |
| 2nd                         | 2005年1月26日（再発）       | 明日                              | CD                          | MUCD-5068                   | 16位                        |
| 3rd                         | 2004年5月26日               | 君といる時間の中で                | CD                          | MUCD-5054                   | 28位                        |
| 4th                         | 2004年7月28日               | 虹の予感                          | CD                          | MUCD-5059                   | 22位                        |
| 5th                         | 2004年10月6日               | BLESSING 祝福                     | CD                          | MUCD-5061                   | 14位                        |
| 6th                         | 2004年11月25日              | Hello Again, JoJo                 | CD                          | MUCD-5064                   | 161位                       |
| 7th                         | 2005年5月25日               | Eternally                         | CD                          | MUCD-5075                   | 18位                        |
| 8th                         | 2005年9月28日               | 晩夏（ひとりの季節）/いのちの名前 | CD                          | MUCD-5081                   | 16位                        |
| 9th                         | 2006年1月18日               | 誓い                              | CD                          | MUCD-5088                   | 14位                        |
| 10th                        | 2006年7月19日               | Voyagers/心                       | CD                          | MUCD-5097                   | 46位                        |
| 11th                        | 2006年11月15日              | CHRISTMAS LIST                    | CD                          | MUCD-5102                   | 29位                        |
| 12th                        | 2007年11月28日              | 今、風の中で                      | CD                          | MUCD-5123                   | 49位                        |
| 13th                        | 2008年1月23日               | 星つむぎの歌                      | CD                          | MUCD-5125                   | 53位                        |
| 14th                        | 2008年4月16日               | 孤独の向こう                      | CD                          | MUCD-5125                   | 41位                        |
| 15th                        | 2008年7月16日               | さよなら 私の夏/空に涙を返したら  | CD                          | MUCD-5134                   | 48位                        |
| 16th                        | 2008年11月12日              | ノクターン/カンパニュラの恋       | CD                          | MUCD-5142                   | 6位                         |
| 17th                        | 2009年2月25日               | 朱音 あかね                       | CD                          | MUCD-5148                   | 69位                        |
| 18th                        | 2009年5月27日               | 新世界                            | CD                          | MUCD-5152                   | 52位                        |
| 19th                        | 2009年8月26日               | ミオ・アモーレ                    | CD                          | MUCD-5157                   | 100位                       |
| 20th                        | 2009年10月21日              | Ave Maria! 〜シューベルト〜       | CD                          | MUCD-5161                   | 79位                        |
| 21st                        | 2010年2月24日               | ケロパック                        | CD                          | MUCD-5161                   | 100位                       |
| 22nd                        | 2010年5月19日               | 威風堂々/JOYFUL, JOYFUL           | CD                          | MUCD-5170                   | 36位                        |
| 23rd                        | 2010年9月29日               | Greensleeves                      | CD                          | MUCD-5176                   | 50位                        |
| 24th                        | 2011年2月2日                | 別れの曲                          | CD                          | MUCD-5182                   | 91位                        |
| 25th                        | 2011年6月29日               | おひさま〜大切なあなたへ          | CD                          | MUCD-5187                   | 44位                        |
| 26th                        | 2011年11月2日               | My Road                           | CD                          | MUCD-5191                   | 89位                        |
| 27th                        | 2012年2月1日                | NOT A LOVE SONG                   | CD                          | MUCD-5194                   | 73位                        |
| 28th                        | 2012年7月4日                | スマイル スマイル                 | CD                          | MUCD-5203                   | 87位                        |
| NAYUTAWAVE RECORDS レーベル |                             |                                   |                             |                             |                             |
| 29th                        | 2013年7月24日               | 翼                                | CD                          | UPCH-80335                  | 80位                        |
| 30th                        | 2013年11月13日              | Shine -未来へかざす火のように-    | CD                          | UPCH-80345                  | 67位                        |
| EMI Records レーベル        |                             |                                   |                             |                             |                             |
| 31st                        | 2019年2月6日                | 幸せのありか                      | CD                          | UPCH-80510                  | 92位                        |

#### デジタル・ソロ・シングル
| 枚   | 発売日        | タイトル                      | 備考                                                                           |
| ---- | ------------- | ----------------------------- | ------------------------------------------------------------------------------ |
| 1st  | 2006年12月3日 | 感謝                          | 「ゼクシィ」スペシャルソング フジテレビ『結婚披露宴～人生最悪の3時間～』劇中歌 |
| 2nd  | 2014年12月3日 | Great Harmony〜for yamato2199 | 『宇宙戦艦ヤマト2199 星巡る方舟』エンディング・テーマ                          |
| 3rd  | 2018年4月28日 | これから                      |                                                                                |
| 4th  | 2021年4月28日 | LUXE -リュクス-               | 2021年5月15日〜17日開催エンターテインメント・ショー『LUXE』主題歌              |
| 5th  | 2021年6月11日 | いのちは未来を憶えてる        | BSフジ特番『いのちは未来を憶えてる～震災10年の、あくる日から～』テーマ曲       |
| 6th  | 2022年6月15日 | キミへ                        | ミキプルーン 50周年記念ソング & TVCMソング                                     |
| 7th  | 2023年4月28日 | Back to Life                  | ゲーム『テイルズ オブ ザ レイズ リコレクション』主題歌                         |
| 8th  | 2023年6月7日  | Wedding Day                   |                                                                                |
| 9th  | 2024年1月28日 | light                         | ゲーム『銀河英雄伝説 Die Neue Saga』テーマソング                               |
| 10th | 2024年1月28日 | Time record                   | ゲーム『銀河英雄伝説 Die Neue Saga』テーマソング                               |
| 11th | 2024年11月8日 | 虹の向こうへ                  |                                                                                |

#### コラボレーション・シングル
| 枚  | 発売日        | タイトル             | アーティスト                  | 規格品番               | オリコン 最高位 |
| --- | ------------- | -------------------- | ----------------------------- | ---------------------- | --------------- |
| 1st | 2010年1月13日 | Sailing my life      | 平原綾香 & 藤澤ノリマサ       | MUCD-5162              | 23位            |
| 2nd | 2020年1月11日 | MOSHIMO (Ta Kal Loh) | 平原綾香 & 森崎ウィン         | デジタル・ダウンロード | 圏外            |
| 2nd | 2020年2月19日 | MOSHIMO              | 平原綾香 & 森崎ウィン         | デジタル・ダウンロード | 圏外            |
| 3rd | 2021年2月3日  | Save Your Life       | 平原綾香 & ダニエル・パウター | デジタル・ダウンロード | 圏外            |

### アルバム

#### オリジナル・アルバム
| 枚                          | 発売日                      | タイトル                           | 規格品番                    | 規格品番                    | オリコン 最高位             |
| 枚                          | 発売日                      | タイトル                           | 初回盤                      | 通常盤                      | オリコン 最高位             |
| ドリーミュージック レーベル | ドリーミュージック レーベル | ドリーミュージック レーベル        | ドリーミュージック レーベル | ドリーミュージック レーベル | ドリーミュージック レーベル |
| --------------------------- | --------------------------- | ---------------------------------- | --------------------------- | --------------------------- | --------------------------- |
| 1st                         | 2004年2月18日               | ODYSSEY                            | MUCD-1106                   | MUCD-1106                   | 2位                         |
| 2nd                         | 2004年11月25日              | The Voice                          | MUCD-1114                   | MUCD-1114                   | 8位                         |
| 3rd                         | 2006年3月22日               | 4つのL                             | MUCD-1137                   | MUCD-1146                   | 7位                         |
| 4th                         | 2007年1月31日               | そら                               | MUCD-1155                   | MUCD-1160                   | 9位                         |
| 5th                         | 2008年12月3日               | Path of Independence               | MUCD-1195                   | MUCD-1195                   | 6位                         |
| 6th                         | 2012年2月29日               | ドキッ!                            | MUCD-1260                   | MUCD-1260                   | 13位                        |
| NAYUTAWAVE RECORDS レーベル |                             |                                    |                             |                             |                             |
| 7th                         | 2013年12月4日               | What I am                          | UPCH-29155                  | UPCH-20334                  | 32位                        |
| EMI Records レーベル        |                             |                                    |                             |                             |                             |
| 8th                         | 2015年5月13日               | Prayer                             | UPCH-20389                  | UPCH-20389                  | 17位                        |
| 9th                         | 2016年4月27日               | LOVE                               | UPCH-20416                  | UPCH-20416                  | 25位                        |
| 10th                        | 2017年4月26日               | LOVE 2                             | UPCH-20449                  | UPCH-20449                  | 25位                        |
| 11th                        | 2018年5月09日               | Dear Music                         | UPCH-20484                  | UPCH-20484                  | 23位                        |
| 12th                        | 2019年8月21日               | はじめまして                       | UPCH-20529                  | UPCH-20529                  | 28位                        |
| A-ya Records                |                             |                                    |                             |                             |                             |
| 13th                        | 2022年6月15日               | 想い出がラブレター                 | OMCD-1001                   | OMCD-1001                   |                             |
| 14th                        | 2023年9月23日               | A-ya! 20周年アニバーサリーアルバム | OMCD-1002                   | OMCD-1002                   |                             |

#### 企画アルバム
| 枚                          | 発売日                      | タイトル                    | 販売形態                    | 規格品番                    | オリコン 最高位             |
| ドリーミュージック レーベル | ドリーミュージック レーベル | ドリーミュージック レーベル | ドリーミュージック レーベル | ドリーミュージック レーベル | ドリーミュージック レーベル |
| --------------------------- | --------------------------- | --------------------------- | --------------------------- | --------------------------- | --------------------------- |
| 1st                         | 2005年11月2日               | From To                     | CD                          | MUCD-1131                   | 4位                         |
| 2nd                         | 2009年9月2日                | my Classics!                | CD                          | MUCD-1216                   | 6位                         |
| 2nd                         | 2014年6月4日                | my Classics!                | ハイレゾ音源配信            | ハイレゾ音源配信            |                             |
| 3rd                         | 2010年6月9日                | my Classics 2               | CD                          | MUCD-1230                   | 5位                         |
| 3rd                         | 2014年7月23日               | my Classics 2               | ハイレゾ音源配信            | ハイレゾ音源配信            |                             |
| 4th                         | 2011年3月2日                | my Classics 3               | CD                          | MUCD-1241                   | 13位                        |
| 4th                         | 2015年6月10日               | my Classics 3               | ハイレゾ音源配信            | ハイレゾ音源配信            |                             |
| EMI Records レーベル        |                             |                             |                             |                             |                             |
| 5th                         | 2014年11月12日              | Winter Songbook             | CD                          | UPCH-20375                  | 24位                        |
| 5th                         | 2014年11月12日              | Winter Songbook             | ハイレゾ音源配信            |                             |                             |

#### ベスト・アルバム
| 枚                          | 発売日                      | タイトル                                          | 規格品番                    | 規格品番                    | オリコン 最高位             |
| 枚                          | 発売日                      | タイトル                                          | 初回盤                      | 通常盤                      | オリコン 最高位             |
| ドリーミュージック レーベル | ドリーミュージック レーベル | ドリーミュージック レーベル                       | ドリーミュージック レーベル | ドリーミュージック レーベル | ドリーミュージック レーベル |
| --------------------------- | --------------------------- | ------------------------------------------------- | --------------------------- | --------------------------- | --------------------------- |
| 1st                         | 2008年2月13日               | Jupiter〜平原綾香ベスト〜                         | MUCD-8006                   | MUCD-1176                   | 4位                         |
| 2nd                         | 2013年5月8日                | 10周年記念シングル・コレクション 〜Dear Jupiter〜 | MUCD-8044                   | MUCD-1283                   | 3位                         |
| 3rd                         | 2014年6月4日                | my Classics selection                             | MUCD-1297                   | MUCD-1297                   | 40位                        |
| 4th                         | 2016年3月9日                | 平原綾香ドラマ・映画ワークスセレクション          | MUCD-1346                   | MUCD-1346                   | 108位                       |
| 5th                         | 2018年7月25日               | 15th Anniversary All Singles Collection           | MUCD-81016                  | MUCD-81016                  | 151位                       |

#### ライブ・アルバム
| 枚                   | 発売日               | タイトル                                             | 規格品番             | 規格品番             | オリコン 最高位      |
| 枚                   | 発売日               | タイトル                                             | 初回盤               | 通常盤               | オリコン 最高位      |
| EMI Records レーベル | EMI Records レーベル | EMI Records レーベル                                 | EMI Records レーベル | EMI Records レーベル | EMI Records レーベル |
| -------------------- | -------------------- | ---------------------------------------------------- | -------------------- | -------------------- | -------------------- |
| 1st                  | 2021年6月2日         | Save Your Life 〜AYAKA HIRAHARA All Time Live Best〜 | UPCH-29386           | UPCH-20573           | 16位                 |

### 参加作品
| 発売日         | 商品名                                                              | 歌 | 楽曲                                               | 備考                                                                            |
| -------------- | ------------------------------------------------------------------- | --- | -------------------------------------------------- | ------------------------------------------------------------------------------- |
| 2004年11月10日 | YOSUI TRIBUTE                                                       | 平原綾香 | 「心もよう」                                       | 井上陽水のカヴァー                                                              |
| 2006年1月1日   | MUSE' 〜DREAMUSIC・Female Vocal Collection〜                        | 平原綾香 | 「あの道で」                                       |                                                                                 |
| 2006年1月1日   | UNDER:COVER                                                         | T.M.Revolution | 「夢の雫」                                         | コーラスで参加                                                                  |
| 2006年6月30日  | SESAME STREET I will be with you ～いつもそばに～                   | 平原綾香 | 「I will be with you」                             | テレビ東京『セサミストリート』エンディング・テーマ                              |
| 2006年8月4日   | 彩雲国物語 オリジナルサウンドトラック 1                             | 平原綾香 | 「はじまりの風 (On Air Ver.)」                     | NHKテレビアニメ『彩雲国物語』オープニング・テーマ                               |
| 2006年9月13日  | Color Of The Moon                                                   | Friends of Love The Earth Project featuring 平原綾香、ミー・リン、サンディー・ラム、松任谷由実                                                                    | 「Color Of The Moon」                              | 配信限定でリリース                                                              |
| 2006年9月13日  | Shimaken Super Sessions                                             | 島健 feat. 平原綾香 | 「BLACK COFFEE」                                   |                                                                                 |
| 2006年9月13日  | TRIBUTE TO CELINE DION                                              | 平原綾香 | 「THE PRAYER」                                     | セリーヌ・ディオンのカヴァー                                                    |
| 2006年10月18日 | ベスト! セサミストリート                                            | 平原綾香 | 「I will be with you」                             | テレビ東京『セサミストリート』エンディングテーマ                                |
| 2008年6月25日  | 笑ってみせてくれ                                                    | BAND FOR "SANKA" | 「笑ってみせてくれ」                               |                                                                                 |
| 2009年6月2日   | アクシデントカップル オリジナル・サウンドトラック                   | 平原綾香 | 「感謝（韓国語バージョン）」                       |                                                                                 |
| 2010年3月24日  | ラヴ・ネヴァー・ダイズ オリジナル・サウンドトラック [日本盤]        | 平原綾香 | 「Love Never Dies（日本語バージョン）」            |                                                                                 |
| 2012年9月19日  | NINE                                                                | 谷村新司 × 平原綾香 | 「朱音 あかね」                                    |                                                                                 |
| 2013年3月13日  | TRF トリビュートアルバム BEST                                       | 平原綾香 | 「Overnight Sensation 〜時代はあなたに委ねてる〜」 | TRFのカヴァー                                                                   |
| 2013年3月13日  | MAKOTO 〜The 40th Anniversary〜                                     | 平原まこと | 「MAY」 「虹色のアーチ」                           | 「MAY」ではアルト・サックス、「虹色のアーチ」はヴォーカルで参加                 |
| 2014年1月15日  | 僕らの青〜瀬戸内の詩〜                                              | S.E.N.S. feat. 平原綾香 | 「僕らの青〜瀬戸内の詩〜」                         | NHKドキュメンタリー番組『海と生きる』イメージソング。配信限定でリリース。       |
| 2014年12月3日  | Great Harmony 〜for yamato 2199                                     | 宮川彬良 feat. 平原綾香 | 「Great Harmony 〜for yamato 2199」                | 映画『宇宙戦艦ヤマト2199 星巡る方舟』エンディング・テーマ。配信限定でリリース。 |
| 2015年9月9日   | VOICE II                                                            | 由紀さおり & 平原綾香 | 「知りたくないの」                                 |                                                                                 |
| 2015年9月16日  | birth                                                               | 宮本笑里 feat. 平原綾香 | 「風笛〜Love Letter〜」                            |                                                                                 |
| 2015年12月2日  | Your Christmas Day III                                              | 佐藤竹善 with 平原綾香 | 「I Need You」                                     |                                                                                 |
| 2016年9月14日  | ニューヨーク・ラプソディ [日本盤]                                   | ラン・ラン with 平原綾香 | 「ムーン・リバー」                                 |                                                                                 |
| 2016年11月16日 | 歌縁 -中島みゆき RESPECT LIVE 2015-                                 | 平原綾香 | 「糸」                                             | 中島みゆきのカヴァー                                                            |
| 2017年5月24日  | めざましクラシックス with フレンズ〜ベスト・ヴォーカリスト〜        | 平原綾香 | 「You Raise Me Up」                                |                                                                                 |
| 2018年7月25日  | THE BEST of WBS SONGS ～Navigated by 大江麻理子                     | 平原綾香 | 「Don’t give it up」                               |                                                                                 |
| 2019年1月30日  | メリー・ポピンズ リターンズ オリジナル・サウンドトラック [日本語盤] | 平原綾香 | 「幸せのありか (End Credit Version)」              | 映画『メリー・ポピンズ リターンズ』関連曲                                       |
| 2019年10月23日 | オフコース・クラシックス                                            | 平原綾香 | 「言葉にできない」                                 |                                                                                 |
| 2021年11月3日  | This is Me ～Rainbow～                                              | Ayaka Hirahara、Kelsie Watts & Rachel West feat. AIKA、Will Jay、Sam Creighton、NicoTheOwl、RIOSKE、Lokana、Sumire、Gary Adkins、Sadye、COZI & Joshua Vincent Ogg | 「This is Me ～Rainbow～」                         | Gap×Leslie Kee ダイバーシティプロジェクト「This is Me ～Rainbow～」テーマソング |
| 2022年2月16日  | 「LA DIVA TV LIVE」                                                 | LA DIVA （森山良子、平原綾香、新妻聖子、サラ・オレイン） | 「BOHEMIAN RHAPSODY」 他18曲                       |                                                                                 |

### キャラクターソング
| 発売日        | 商品名                                                              | 歌 | 楽曲                                                   | 備考                                      |
| ------------- | ------------------------------------------------------------------- | --- | ------------------------------------------------------ | ----------------------------------------- |
| 2019年1月30日 | メリー・ポピンズ リターンズ オリジナル・サウンドトラック [日本語盤] | メリー・ポピンズ（平原綾香）、アナベル（植原星空）、ジョージー（鈴木柊真）、ジョン（加藤憲史郎）                                                                         | 「想像できる?」                                        | 映画『メリー・ポピンズ リターンズ』関連曲 |
| 2019年1月30日 | メリー・ポピンズ リターンズ オリジナル・サウンドトラック [日本語盤] | メリー・ポピンズ（平原綾香）、ジャック（岸祐二）、アナベル（植原星空）、ジョージー（鈴木柊真）、ジョン（加藤憲史郎）                                                     | 「ロイヤルドルトン・ミュージックホール」               | 映画『メリー・ポピンズ リターンズ』関連曲 |
| 2019年1月30日 | メリー・ポピンズ リターンズ オリジナル・サウンドトラック [日本語盤] | メリー・ポピンズ（平原綾香）、ジャック（岸祐二） | 「メリー・ポピンズ 舞台へ」 「本は表紙じゃわからない」 | 映画『メリー・ポピンズ リターンズ』関連曲 |
| 2019年1月30日 | メリー・ポピンズ リターンズ オリジナル・サウンドトラック [日本語盤] | メリー・ポピンズ（平原綾香） | 「幸せのありか」                                       | 映画『メリー・ポピンズ リターンズ』関連曲 |
| 2019年1月30日 | メリー・ポピンズ リターンズ オリジナル・サウンドトラック [日本語盤] | トプシー（島田歌穂）、メリー・ポピンズ（平原綾香）、ジャック（岸祐二）、アナベル（植原星空）、ジョージー（鈴木柊真）、ジョン（加藤憲史郎）                               | 「ひっくりカメ」                                       | 映画『メリー・ポピンズ リターンズ』関連曲 |
| 2019年1月30日 | メリー・ポピンズ リターンズ オリジナル・サウンドトラック [日本語盤] | ジャック（岸祐二）、メリー・ポピンズ（平原綾香）、アンガス（原慎一郎）、アナベル（植原星空）、ジョージー（鈴木柊真）、ジョン（加藤憲史郎）、店灯夫たち                   | 「小さな火を灯せ」                                     | 映画『メリー・ポピンズ リターンズ』関連曲 |
| 2019年1月30日 | メリー・ポピンズ リターンズ オリジナル・サウンドトラック [日本語盤] | ドース・ジュニア（宝亀克寿）、メリー・ポピンズ（平原綾香）、ジャック（岸祐二）、マイケル（谷原章介）、アナベル（植原星空）、ジョージー（鈴木柊真）、ジョン（加藤憲史郎） | 「小さな火を灯せ (リプライズ)」                        | 映画『メリー・ポピンズ リターンズ』関連曲 |

### 楽曲提供
| 時期   | 曲名                     | アーティスト | 担当         | 収録アルバム             |
| ------ | ------------------------ | ------------ | ------------ | ------------------------ |
| 2009年 | 「昨日からのメッセージ」 | 財津和夫     | 作詞（共作） | ふたりが眺めた窓の向こう |

### 映像作品

#### ミュージックビデオ集
| 枚  | 発売日        | タイトル                                    | 販売形態 | 規格品番  | オリコン 最高位 |
| --- | ------------- | ------------------------------------------- | -------- | --------- | --------------- |
| 1st | 2005年2月23日 | ayaka hirahara music video collection Vol.1 | DVD      | MUBD-1011 | -               |
| 2nd | 2007年1月31日 | ayaka hirahara music video collection Vol.2 | DVD      | MUBD-1017 | -               |
| 3rd | 2012年2月1日  | Music Video Collection Vol.3                | DVD      | MUBD-1039 | 165位           |
| 3rd | 2012年2月1日  | Music Video Collection Vol.3                | Blu-ray  | MUXD-1003 | 52位            |

#### ライブ映像
| 枚                          | 発売日                      | タイトル | 販売形態                    | 規格品番                    | 規格品番                    | オリコン 最高位             |
| 枚                          | 発売日                      | タイトル | 販売形態                    | 通常盤                      | 初回盤                      | オリコン 最高位             |
| ドリーミュージック レーベル | ドリーミュージック レーベル | ドリーミュージック レーベル                                                                                    | ドリーミュージック レーベル | ドリーミュージック レーベル | ドリーミュージック レーベル | ドリーミュージック レーベル |
| --------------------------- | --------------------------- | --- | --------------------------- | --------------------------- | --------------------------- | --------------------------- |
| 1st                         | 2006年11月15日              | LIVE TOUR 2006 "4つのL" at 日本武道館                                                                          | DVD                         | MUBD-1016                   | MUBD-1016                   | 22位                        |
| 2nd                         | 2007年1月31日               | Concert Tour 2007 〜そら〜 at 国際フォーラム                                                                   | DVD                         | MUBD-1018                   | MUBD-1018                   | 41位                        |
| 3rd                         | 2009年9月2日                | Concert Tour 2009 PATH of INDEPENDENCE at JCB HALL                                                             | DVD                         | MUBD-1023                   | MUBD-1023                   | 37位                        |
| 4th                         | 2011年3月2日                | Concert Tour 2010 〜from The New World〜 at Bunkamura オーチャードホール                                       | DVD                         | MUBD-1034                   | MUBD-1034                   | 58位                        |
| 4th                         | 2012年5月23日               | 平原綾香 CONCERT TOUR 2011 〜LOVE STORY〜 at 昭和女子大学人見記念講堂                                          | DVD                         | MUBD-1040                   | MUBD-1040                   | 124位                       |
| 4th                         | 2012年5月23日               | 平原綾香 CONCERT TOUR 2011 〜LOVE STORY〜 at 昭和女子大学人見記念講堂                                          | Blu-ray                     | MUXD-1004                   | MUXD-1004                   | 81位                        |
| 5th                         | 2013年6月5日                | 平原綾香 Concert Tour 2012 ドキッ! at Bunkamura Orchard Hall                                                   | DVD                         | MUBD-1044                   | MUBD-1044                   | 40位                        |
| NAYUTAWAVE RECORDS レーベル |                             | |                             |                             |                             |                             |
| 6th                         | 2014年9月17日               | 平原綾香 10th Anniversary CONCERT TOUR 2013 ～Dear Jupiter～ at Bunkamura ORCHARD HALL                         | DVD                         | POBD-21019                  | POBD-21019                  | 30位                        |
| EMI Records レーベル        |                             | |                             |                             |                             |                             |
| 7th                         | 2015年3月18日               | 平原綾香 CONCERT TOUR 2014「What I am -未来の私へ-」 プレミアム・アンコール公演 @ Bunkamura オーチャードホール | DVD                         | UPBH-29051                  | UPBH-29051                  | 70位                        |
| 8th                         | 2016年4月27日               | 平原綾香 CONCERT TOUR 2015 ～Prayer～ @ Bunkamura オーチャードホール                                           | DVD                         | UPBH-29058                  | UPBH-20162                  | 65位                        |
| 9th                         | 2017年4月26日               | 平原綾香 CONCERT TOUR 2016 ～LOVE～ @ Bunkamura オーチャードホール                                             | DVD                         | UPBH-20182                  | UPBH-20182                  | 72位                        |
| 10th                        | 2018年5月23日               | 平原綾香 CONCERT TOUR 2017 ～LOVE 2～ @ Bunkamura オーチャードホール                                           | DVD                         | UPBH-20210                  | UPBH-20210                  | 47位                        |
| 11th                        | 2019年6月12日               | 平原綾香 15th Anniversary CONCERT TOUR 2018 ～Dear Music～ at NHKホール                                        | DVD                         | UPBH-20240                  | UPBH-20240                  | 35位                        |
| 12th                        | 2020年9月30日               | 平原綾香 THE LIVE 2020 CONCERT TOUR 2019 ～ 幸せのありか ～ & DOCUMENT 2020 A-ya in Myanmar『MOSHIMO』の軌跡   | Blu-ray                     | UPXH-20094                  | UPXH-20094                  | 17位                        |
| A-ya Records                |                             | |                             |                             |                             |                             |
| 13th                        | 2023年12月16日              | A-ya! 20th Anniversary Movie 2021&2022                                                                         | Blu-ray                     | OMVD-1002/3                 | OMVD-1002/3                 |                             |
| 13th                        | 2024年10月19日              | 平原綾香 20th Anniversary Concert Tour 2023 〜Walking with A-ya〜                                              | Blu-ray                     | OMVD-1005                   | OMVD-1005                   |                             |

#### 参加映像作品
| 発売日        | 曲名 | 収録された作品                                                          |
| 2005年3月23日 | Jupiter | 生きる2004-小児がんなど病気と闘う子供たちとともに-森山良子 with FRIENDS |
| 2009年2月25日 | Jupiter | Live & Documentary DVD「ap bank fes ’08」                               |
| 2009年7月3日  | いのちの名前、ふたたび                                                                                          | 久石譲in武道館 〜宮崎アニメと共に歩んだ25年間〜                         |
| 2009年12月9日 | 未来予想図II、サンキュ                                                                                          | みんなでドリする？ DO YOU DREAMS COME TRUE？ SPECIAL LIVE！             |
| 2013年8月23日 | Everything、たしかなこと、1001のバイオリン、さくら（独唱）、 君がいるだけで、こいのうた、糸、朝陽の中で微笑んで | NHKBSプレミアムよるドラマ 「ラスト・ディナー」                          |
| 2015年5月2日  | （マリア役ジュリー・アンドリュースの日本語吹替え）                                                              | サウンド・オブ・ミュージック 製作50周年記念版 DVD・Blu-ray              |
| 2019年6月5日  | （メリー・ポピンズ役エミリー・ブラントの日本語吹替え）                                                          | メリー・ポピンズ リターンズ MovieNEX                                    |

### タイアップ
| 曲名                                             | タイアップ                                                                                      |
| ------------------------------------------------ | ----------------------------------------------------------------------------------------------- |
| Jupiter                                          | 公共広告機構「臨時キャンペーン・災害支援『できること』篇」CMソング                              |
| Jupiter                                          | テレビ東京系『地球VOCE』テーマソング（2011年）                                                  |
| 君といる時間の中で                               | トヨタ自動車「WISH」気球篇CMソング                                                              |
| 君といる時間の中で                               | 東京テアトル映画『おまえ うまそうだな』エンディングテーマ                                       |
| 歌う風                                           | NHK『スタジオパークからこんにちは』テーマソング                                                 |
| 虹の予感                                         | NTT DoCoMo「N506i」CMソング                                                                     |
| BLESSING 祝福                                    | トヨタ自動車「WISH」氷河篇CMソング                                                              |
| BLESSING 祝福                                    | ミュージカル『十戒』テーマソング                                                                |
| BLESSING 祝福                                    | TBS系ドラマ『ブラックボード〜時代と戦った教師たち〜』テーマソング                               |
| Hello Again, JoJo                                | NHK『みんなのうた』2004年10・11月                                                               |
| Skool for AH                                     | テレビ朝日『グレートマザー物語』主題歌                                                          |
| 夢の種                                           | MUSIC ON! TV「Harmony with the Earth」CMソング                                                  |
| Smile                                            | キッズステーションアニメ『ネポス・ナポス』エンディングテーマ                                    |
| 明日                                             | フジテレビ系ドラマ『優しい時間』主題歌                                                          |
| 明日                                             | サントリーフーズ「BOSS レインボーマウンテンブレンド」「2011特別」篇CMソング                     |
| ありがとう                                       | フジテレビ系ドラマ『優しい時間』挿入歌                                                          |
| Eternally                                        | 東映配給映画『四日間の奇蹟』主題歌                                                              |
| いのちの名前                                     | TBS系『戦後60年特別企画・ヒロシマ』テーマソング                                                 |
| 翼をください                                     | dwango「いろメロミックス」CMソング                                                              |
| 誓い                                             | NHK「トリノオリンピック放送」テーマソング                                                       |
| 誓い                                             | レコチョク CMソング(2006年3月)                                                                  |
| スタート・ライン                                 | CBCテレビ・CBCラジオ「子供を救おう!未来を守ろう!」キャンペーンソング                            |
| Reset                                            | カプコン社ゲーム『大神』 エンディングテーマ                                                     |
| I will be with you                               | テレビ東京系『セサミストリート』エンディングテーマ                                              |
| はじまりの風                                     | NHKアニメ『彩雲国物語』オープニングテーマ                                                       |
| Voyagers                                         | NHK『ダーウィンが来た! 〜生きもの新伝説〜』オープニングテーマ（2006年4月 - 2012年3月）          |
| 心                                               | ヤマハ「ウタっちゃ!」CMソング                                                                   |
| シチリアーナ                                     | TBS系『輪違屋糸里』エンディングテーマ                                                           |
| 雨のささやき                                     | 日本テレビ系『女たちの中国』テーマソング                                                        |
| 今、風の中で                                     | 東宝配給映画『マリと子犬の物語』主題歌                                                          |
| To be free                                       | TBS系「日米対抗フィギュア2007」テーマソング                                                     |
| 星つむぎの歌                                     | スペースシャトル「エンデバー号」土井隆雄宇宙飛行士応援歌・WAKE UP CALL曲                        |
| 星つむぎの歌                                     | 岩手めんこいテレビ『Break Point!』エンディングテーマ                                            |
| 星つむぎの歌                                     | スリーエフ「つなごう まごころ 東北へ!」キャンペーンテーマソング                                 |
| 今・ここ・私                                     | フジテレビ系『モタスポS』エンディングテーマ                                                     |
| 今・ここ・私                                     | ヒューマラボ「CORELEM L」CMソング                                                               |
| 孤独の向こう                                     | NHKドラマ『トップセールス』主題歌                                                               |
| ノクターン                                       | フジテレビ系ドラマ『風のガーデン』主題歌                                                        |
| カンパニュラの恋                                 | フジテレビ系ドラマ『風のガーデン』劇中歌                                                        |
| BAMBINA                                          | フジテレビ系ドラマ『風のガーデン』挿入歌                                                        |
| 朱音 あかね                                      | NHK『にっぽん巡礼〜心に響く100の場所〜』テーマソング                                            |
| 天使の梯子                                       | JAバンク大阪CMソング                                                                            |
| 一番星                                           | フジテレビ系『モタスポS』テーマソング                                                           |
| 雨のささやき                                     | 日本テレビ系『女たちの中国』テーマソング                                                        |
| 新世界                                           | TBS系『夢の扉 〜NEXT DOOR〜』テーマソング                                                       |
| 新世界                                           | 2009年新潟県長岡市で開催された文化の祭典「震災フェニックス」テーマソング                        |
| ミオ・アモーレ                                   | TBS系『ひるおび!』9月度エンディングテーマ                                                       |
| Ave Maria!〜シューベルト〜                       | POLA「B.A ザ クリーム」CMソング                                                                 |
| Sailing my life                                  | ギャガ配給映画『オーシャンズ』日本語版テーマソング                                              |
| ケロパック                                       | 角川配給映画『超劇場版ケロロ軍曹 誕生!究極ケロロ 奇跡の時空島であります!!』主題歌               |
| シェヘラザード                                   | テレビ東京系『地球VOCE』テーマソング（2010年）                                                  |
| 威風堂々                                         | テレビ朝日系ドラマ『臨場』続章主題歌                                                            |
| AVE MARIA〜カッチーニ〜                          | TBS『舞台「余命1ヶ月の花嫁」』世田谷パブリックシアターテーマソング                              |
| JOYFUL, JOYFUL                                   | テレビ東京系『地球VOCE』テーマソング（2010年）                                                  |
| 栄冠は君に輝く                                   | 第92回全国高等学校野球選手権大会大会歌（未CD）                                                  |
| ソルヴェイグの歌                                 | ピーズ・インターナショナル配給映画『半次郎』主題歌                                              |
| mama's lullaby                                   | デロンギ・ジャパン「オイルヒーター」CMソング                                                    |
| ラヴ・ラプソディー                               | アドベンチャーワールドテーマソング（2011年 - ）                                                 |
| ラヴ・ラプソディー                               | テレビ東京系『地球VOCE』テーマソング（2011年）                                                  |
| Someone Watch Over Me                            | 野村不動産「PROUD」フォンテーヌブロー編CMソング                                                 |
| 大きな木の下                                     | TOKYO FM「クラレ“ランドセルは海を越えて”」テーマソング(2011年 - )                               |
| 別れの曲                                         | テレビ朝日系ドラマ『ホンボシ〜心理特捜事件簿〜』主題歌                                          |
| Danny Boy                                        | フロントライン プラス「愛情の証」CMソング                                                       |
| 春〜La Primavera!〜                              | TBS『テレビ未来遺産 いのちの輝きSP 生命誕生ドキュメント』テーマソング                           |
| おひさま〜大切なあなたへ                         | NHK連続テレビ小説『おひさま』メインテーマ                                                       |
| My Road                                          | 横浜ゴム「アイスガード」CMソング                                                                |
| 結晶                                             | TBS系「全日本実業団女子駅伝」応援ソング (2011年 - )                                             |
| 結晶                                             | 東京エレクトロンCMソング                                                                        |
| あいたくて                                       | NHK『ラジオ深夜便』2012年1 - 3月度深夜便のうた                                                  |
| この想い届け                                     | コニカミノルタプラネタリウム「天空」「星空は時を越えて」オープニング記念ソング                  |
| この想い届け                                     | KONICA MINOLTA「新しい星空」篇CMソング                                                          |
| いつもいつも                                     | TBS系ドラマ『ブラックボード〜時代と戦った教師たち〜』テーマソング                               |
| NOT A LOVE SONG                                  | テレビ朝日系ドラマ『新・おみやさん』主題歌                                                      |
| スマイル スマイル                                | NHK『ダーウィンが来た! 〜生きもの新伝説〜』テーマソング（2012年4月 - ）                         |
| 翼                                               | H.I.S.「バリ島送客 No.1」CMソング                                                               |
| Shine -未来へかざす火のように-                   | コーエーテクモゲームス『信長の野望・創造』 テーマソング                                         |
| Piece of Love                                    | 20世紀フォックス映画配給『ウォーキング with ダイナソー』 テーマソング                           |
| 僕らの青〜瀬戸内の詩〜                           | S.E.N.S. feat.平原綾香 NHK中国四国地方ドキュメンタリー番組『海と生きる』 イメージソング（配信） |
| What I am -未来の私へ-                           | テレビ東京 『新春ワイド時代劇 影武者徳川家康』 主題歌                                           |
| You and I …                                      | 三井不動産レジデンシャル THE幕張BAYFRONT TOWER＆RESIDENCE CMソング                              |
| My first love                                    | よみうりランド2014 ジュエルミネーション イメージソング                                          |
| My first love                                    | 髙島屋2014クリスマス「Believe in dreams」キャンペーンソング                                     |
| Auld Lang Syne〜蛍の光                           | 髙島屋2014クリスマス「Believe in dreams」キャンペーンソング                                     |
| Great Harmony 〜for yamato2199                   | 宮川彬良 feat.平原綾香 完全新作劇場版『宇宙戦艦ヤマト2199 星巡る方舟』エンディングテーマ        |
| Prayer                                           | WOWOW 連続ドラマW『スケープゴート』 主題歌                                                      |
| Don't give it up                                 | テレビ東京系「ワールドビジネスサテライト(WBS)」エンディングテーマ                               |
| 鼓動                                             | BSフジ「アキレアの橋〜2020遥かなる東京へ〜」テーマソング                                        |
| マスカット                                       | テレビ東京系 水曜エンタ 「水曜ミステリー9」エンディングテーマ                                   |
| STAR                                             | ショウゲート配給映画『マイ・ベスト・フレンド』日本版テーマソング                                |
| 約束のこの瞬間（とき）に                         | BSジャパン 火曜ドラマ「山本周五郎時代劇 武士の魂」 主題歌                                       |
| 約束のこの瞬間（とき）に                         | フジテレビ系 「ウチくる!?」 4月度 / 5月度エンディングテーマ                                     |
| 音樂                                             | ハウステンボス バラ祭CMソング                                                                   |
| La La LOVE                                       | ホシザキグループ CMソング                                                                       |
| シャボン玉                                       | 日清焼そばU.F.O. WEB CMソング                                                                   |
| 5つの魔法                                        | アドベンチャーワールド40周年記念テーマソング                                                    |
| 幸せのありか                                     | 映画「メリー・ポピンズ リターンズ」日本版エンドソング                                           |
| Radio Radio                                      | 東海ラジオ開局60周年イメージソング                                                              |
| I Love You                                       | 日商エステムグループ イメージソング                                                             |
| 「時代とハートを動かすセイコー」 平原綾香Version | セイコーホールディングスイメージソング                                                          |
| တကယ်လို့ (MOSHIMO)                                   | ミャンマーMNTVドラマ「The House with Dream」 主題歌                                             |
| THAT’S THE WAY IT IS                             | Audi FIS アルペンスキーワールドカップ2020にいがた湯沢苗場大会 大会公式ソング                    |
| LUXE -リュクス-                                  | 氷上のレビュー風エンターテイメント・ショー「LUXE」主題歌                                        |
| 愛は今も光                                       | 劇場公開『宇宙戦艦ヤマト2205 新たなる旅立ち 前章 -TAKE OFF-』 エンディング主題歌                |
| キミへ                                           | ミキプルーン 50周年記念ソング & TVCMソング                                                      |
| Lone Star                                        | ゲーム『メメントモリ』キャラクターソング                                                        |
| Back to Life                                     | ゲーム『テイルズ オブ ザ レイズ リコレクション』主題歌                                          |

## メディア出演

### テレビ番組
- 夢・音楽館 平原綾香&久石譲（2004年11月26日、NHK総合テレビジョン）
- 音楽・夢くらぶ（2005年6月2日ほか、NHK総合テレビジョン）
- スーパーライブ -誓い-（2005年12月28日、NHK衛星第2テレビジョン）
- 家族で選ぶにっぽんの歌（2006年3月18日ほか、NHK総合テレビジョン）
- きよしとこの夜（2006年12月14日、NHK総合テレビジョン）
- みんなの好きなスタンダードジャズ（2006年12月22日、NHK-BS2） - 父と共演
- SONGS（2007年5月30日※・2010年7月28日、NHK総合テレビジョン） - ※秋川雅史と共演
- みんな、20歳だった。（2010年1月11日、NHK総合テレビジョン）
- 歌謡チャリティーコンサート（2010年5月4日ほか、NHK総合テレビジョン）
- 武田鉄矢のショータイム「大竹しのぶ」（2012年2月25日、NHK BSプレミアム） - 大竹しのぶと共演
- 震災から1年“明日へ”コンサート（2012年3月10日、NHK BSプレミアム）
- 旅のチカラ「“水”の音楽に挑む〜辻井伸行 フランス〜」（2013年8月28日、NHK BSプレミアム） - ナレーション
- The Covers（2014年12月15日※・2016年5月2日、NHK BSプレミアム） - ※父と共演
- 玉置浩二ショー（2015年6月10日、NHK BSプレミアム）
- ほほえみの国 歌との出会い 〜平原綾香とめぐる日本＆ミャンマー・音楽の絆〜（2016年3月26日、NHK BSプレミアム）
- 生中継!第71回トニー賞授賞式（2017年6月12日、WOWOW） - キャロル・キングメドレー歌唱
- 辻井伸行 感動バックヤード（2017年7月6日 - 2018年9月24日、BS朝日） - ナレーション
- 洋楽倶楽部 キャロル・キング Live〜名盤『つづれおり』再現ライブ〜 at Hyde Park（2017年11月26日、 NHK BSプレミアム） - ナビゲーター

### テレビドラマ
- 結婚披露宴〜人生最悪の3時間〜 第9話（2007年3月7日、フジテレビ） - 平原綾香（本人） 役
- 風のガーデン（2008年、フジテレビ） - 氷室茜 役
- オルトロスの犬 第5話（2009年8月21日、TBSテレビ） - レイ 役
- ラスト・ディナー（2013年3月9日 - 4月27日、NHK BSプレミアム） - レストランの専属歌手 役
- ＃家族募集します 第8話・最終話（2021年9月17日・24日、TBSテレビ） - 黛倫子 役

### NHK紅白歌合戦出場歴
| 年度/放送回                                                                               | 回 | 曲目                     | 出演順 | 対戦相手           |
| ----------------------------------------------------------------------------------------- | -- | ------------------------ | ------ | ------------------ |
| 2004年（平成16年）/第55回                                                                 | 初 | Jupiter                  | 14/28  | ポルノグラフィティ |
| 2005年（平成17年）/第56回                                                                 | 2  | 明日                     | 11/29  | 鳥羽一郎・山川豊   |
| 2006年（平成18年）/第57回                                                                 | 3  | 誓い                     | 08/27  | 堀内孝雄           |
| 2007年（平成19年）/第58回                                                                 | 4  | Jupiter(2回目)           | 13/27  | 寺尾聰             |
| 2008年（平成20年）/第59回                                                                 | 5  | ノクターン               | 20/26  | コブクロ           |
| 2009年（平成21年）/第60回                                                                 | 6  | ミオ・アモーレ           | 13/25  | 徳永英明           |
| 2010年（平成22年）/第61回                                                                 | 7  | Voyagers                 | 05/22  | 遊助               |
| 2011年（平成23年）/第62回                                                                 | 8  | おひさま〜大切なあなたへ | 16/25  | 千昌夫             |
| * 曲名の後の（○回目）は紅白で披露された回数を表す。 * 出演順は「出演順/出場者数」を表す。 |    |                          |        |                    |

### ラジオ
- 平原綾香 Precious Time（2004年1月 - 9月、bayfm）
- 平原綾香のハラホロヒラハラ（2006年 - 2009年、うたキャス）
- 平原綾香 ミュージックガーデン（2005年10月9日 - 2006年3月26日、TBSラジオ）
- 森永乳業presents 平原綾香のヒーリング・ヴィーナス（2006年4月2日 - 2019年3月31日、TOKYO FM / 2010年4月4日 - 、FM大阪 / 2016年10月2日 -、FM AICHI） - ヒーリング・ヴィーナスシリーズの4代目にして最後のMC
- 平原綾香のハラホロシアター（2018年7月4日 - 2023年4月26日、FM大阪 / 2018年7月5日 - 2021年7月1日、FM AICHI）

### ドキュメンタリー
- SONGS　BESTセレクション 竹内まりや（2007年9月24日、NHK総合テレビジョン） - ナレーション
- ASAHI SUPERDRY MUSIC FLAG 絢香（2009年9月27日、TOKYO FM） - ナレーション
- それでも、歌いたい〜福島・南相馬 少女合唱団〜（2012年12月24日、NHK総合テレビジョン） - ナレーション
- 旅のチカラ「“水”の音楽に挑む〜辻井伸行　フランス〜」（2013年8月28日、NHK BSプレミアム） - ナレーション
- 復興10年たくましく前へ、長岡〜その先の未来へ〜（2014年、NST新潟総合テレビ） - ナレーション
- 平原綾香とランドセル（2015年12月5日、BSジャパン） - ナビゲーター
- 戦後70年 平和の誓い未来へ 〜長岡・ホノルル平和交流の軌跡〜：長岡市、ホノルル市の青少年交流や平和交流の軌跡を辿る」〜（2015年12月26日、NST新潟総合テレビ） - ナレーション
- ほほえみの国 歌との出会い 〜平原綾香とめぐる日本＆ミャンマー・音楽の絆〜（2016年3月26日、NHK BSプレミアム） - ナビゲーター
- 皇室スペシャル2016 新時代（2016年12月23日、フジテレビ） - ナレーション
- 絶景！世界の屋上クルージング（2016年12月30日、NHK総合テレビジョン） - ナレーション
- 辻井伸行 感動バックヤード（2017年7月6日 - 2018年9月24日、BS朝日） - ナレーション
- 皇室スペシャル2017 新時代（2017年12月23日、フジテレビ） - ナレーション
- フロンターレと陸前高田の10年（2021年、テレビ朝日） - 報道ステーション内のコーナー、ナレーション
- いのちは未来を憶えてる〜震災10年の、あくる日から〜（2021年7月17日、フジテレビ）
- SWITCHインタビュー 達人達「平原綾香×栗原友」（2021年10月2日、NHK Eテレ）[15]
- 僕の“最後の歌”を届けたい〜財津和夫 TULIPラストツアー（2022年9月19日、NHK総合テレビジョン） - ナレーション

### CM
- NEC N506i 「私は。ここちよさの先へゆく編」（2004年） - 出演：平原綾香
- オリンパス「BRAVE CIRCLE・大腸がん撲滅キャンペーン」（2007年） - 出演：平原綾香、杏里、加藤和彦
- Mobage 戦国コレクション上杉謙信編、豊臣秀吉編（2012年） - 出演：平原綾香、平原まこと
- チョーヤ梅酒「さらりとした梅酒〜ほどける篇〜」（2013年） - 歌唱
- 大鵬薬品工業「PITAS-ピタスのどトローチ」web限定動画（2017年）  - 出演：平原綾香、KEN LLOYD、土屋アンナ、KEYTALK、vistlip
- スタッフサービスグループ「オー人事のうた篇」（2019年） - 出演・歌：平原綾香
- 三基商事「ミキプルーン 50周年記念ソング & TVCMソング」（2022年） - 出演・歌：平原綾香

### 演劇
- ミュージカル『ラブ・ネバー・ダイ』（2014年3月 - 4月、日生劇場 / 2019年1月 - 2月、日生劇場） - クリスティーヌ 役（濱田めぐみとのダブルキャスト）[16]
  - ミュージカル『ラブ・ネバー・ダイ』（2025年1月 - 2月、日生劇場） - クリスティーヌ 役（笹本玲奈、真彩希帆とのトリプルキャスト）[17]
- ミュージカル『ビューティフル』（2017年7月 - 8月、帝国劇場 / 2020年11月5日 - 28日） - 主演・キャロル・キング 役（水樹奈々とのダブルキャスト）[18]
- ミュージカル『メリー・ポピンズ』（2018年3月 - 5月、東急シアターオーブ / 5月 - 6月、梅田芸術劇場） - 主演・メリー・ポピンズ 役（濱田めぐみとのダブルキャスト）[19]
- フィギュアスケート×源氏物語『サマージャンボPresents 氷艶hyoen2019－月光かりの如く－』（2019年7月、横浜アリーナ） - 桐壺更衣・藤壺宮 二役
- アイスショー『LUXE』（2021年5月、横浜アリーナ） - シバの女王、ダイヤモンドの歌手、パッショネイトの歌手
- ミュージカル『フィスト・オブ・ノーススター〜北斗の拳〜』（2021年12月、日生劇場 / 2022年1月、梅田芸術劇場メインホール / 2022年1月、愛知県芸術劇場 大ホール） - ユリア 役（Wキャスト）[20]
  - ミュージカル『フィスト・オブ・ノーススター〜北斗の拳〜』（2022年9月 - 10月、Bunkamuraオーチャードホール / キャナルシティ劇場） - ユリア 役（Wキャスト）[21]
- ムーラン・ルージュ！ザ・ミュージカル（2023年夏、帝国劇場） - サティーン 役（ダブルキャスト）[22]
  - ムーラン・ルージュ！ザ・ミュージカル（2024年6月 - 8月、帝国劇場 / 9月、梅田芸術劇場メインホール）[23]

### 劇場アニメ
- 映画ドラえもん のび太の南極カチコチ大冒険（2017年） - ブリザーガ 役

### 吹き替え
- サウンド・オブ・ミュージック（2015年、20世紀フォックス） - マリア〈ジュリー・アンドリュース〉 役 ※製作50周年記念版
- メリー・ポピンズ リターンズ（2019年、ウォルト・ディズニー・ジャパン） - メリー・ポピンズ〈エミリー・ブラント〉 役[24]

### 人形劇
- ファンターネ!（2022年4月19日 - 、NHK Eテレ おかあさんといっしょ内） - ミミコ姉さん 役

### 映画
- 劇場版 さだまさし 大誕生会!! The Birthday Party in Masashi SUPER ARENA SELECTION（2015年、イオンエンターテイメント） - 出演 with 平原まこと「ひまわり」

## 受賞歴
| 年     | タイトル |
| ------ | --- |
| 2004年 | 第37回日本有線大賞・新人賞 |
| 2004年 | 第46回日本レコード大賞・新人賞 |
| 2005年 | 第19回日本ゴールドディスク大賞 |
|        | *ソング・オブ・ザ・イヤー特別賞（Jupiter） |
|        | *ロック＆ポップ・アルバム・オブ・ザ・イヤー（ODYSSEY）                                                                                                   |
| 2005年 | 二十歳のベスト・パール・ドレッサー2005 |
| 2005年 | スポニチ文化芸術大賞 |
| 2006年 | アゼリア輝賞（川崎市） |
| 2007年 | 洗足学園音楽大学・学長賞 |
| 2009年 | 第51回日本レコード大賞・優秀アルバム賞（my Classics!）                                                                                                   |
| 2010年 | 第1回岩谷時子賞・奨励賞 |
| 2011年 | 芸術選奨新人賞・大衆芸能部門（my Classics2） |
| 2012年 | 第6回「親子大賞2012」 平原まこと・平原綾香親子 |
| 2012年 | （「おひさま〜大切なあなたへ」第53回日本レコード大賞・編曲賞 渡辺俊幸）                                                                                  |
| 2013年 | 第4回若者力大賞「若者力大賞」（公益財団法人 日本ユースリーダー協会）                                                                                     |
| 2013年 | 第14回ベストスイマー2013（一般社団法人 日本スイミングクラブ協会）                                                                                        |
| 2014年 | 第8回「親子大賞2014」 平原まこと・平原綾香 親子 |
| 2015年 | 第9回「親子大賞2015」 平原まこと・平原綾香 親子 |
| 2016年 | 第10回「2016年 親子大賞 特別賞」 平原まこと・平原綾香 親子                                                                                               |
| 2017年 | 第24回日本プロ音楽録音賞 優秀賞受賞 ホリデーSP『TOKYO FM アースデーライブ2017～We Love Music,We Love the Earth～』平原綾香 「アランフェス協奏曲～Spain」 |
| 2019年 | 第4回「ブルガリ アウローラ アワード2019」 |
| 2021年 | WEIBO Account Festival in Tokyo 2020 ベスト女性アーティスト賞                                                                                            |
| 2025年 | 国際女性デー表彰式 HAPPY WOMAN AWARD 2025 for SDGs |